# Valentine
Піхотний танк, Модель 3, «Валентайн» (англ. Tank, Infantry Mk III, Valentine) — британський піхотний танк періоду другої світової війни, легкий за масою. Спроектований в 1938 році фірмою Vickers-Armstrongs. За час серійного випуску, з червня 1940 р. по квітень 1944 р. (за деякими даними — до початку 1945), Великою Британією та Канадою випущено 8275 «Валентайнів», що зробило його найчисленнішим британським танком Другої світової. Перебував на озброєнні Великої Британії та низки країн Британської Співдружності, також у значних кількостях поставлявся за програмою ленд-лізу в СРСР. Використовувався аж до 1945 року та визнаний військовими фахівцями одним з найбільш вдалих танків у своєму класі. Після війни залишався на озброєнні Новій Зеландії до 1955 року.

## Історія створення та виробництва

### Створення «Валентайна»

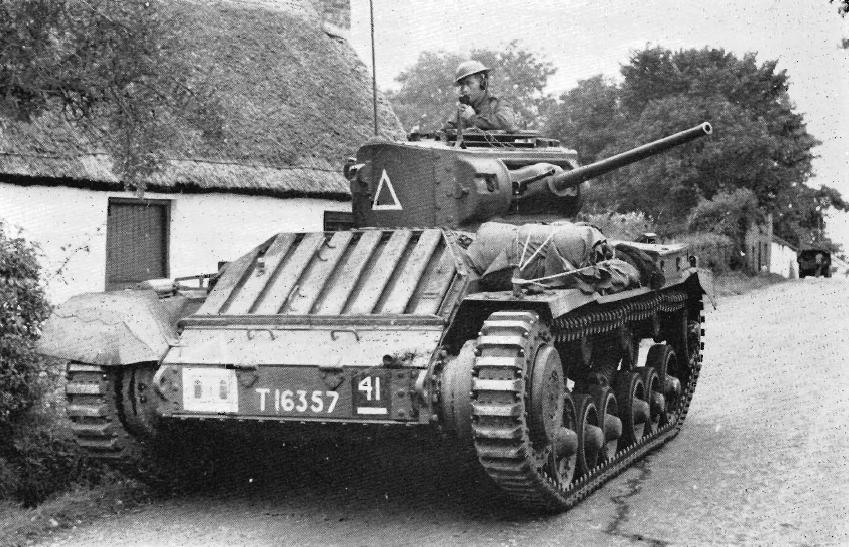
«Валентайн» Mk I з вузькими гусеницями, раннього типу

Роботи по проектуванню «Валентайна» стартували на самому початку 1938 року. Проект був приватною ініціативою фірми «Віккерс» і тому не мав офіційного проектного «A»-позначення, на відміну від інших британських танків. Відправною точкою для створення «Валентайна» послужили три раніше створені фірмою «Віккерс» машини — крейсерські танки Mk I (A9) і Mk II (A10), а також піхотний танк «Матильда Mk I» (A11). Новий танк проектувався як піхотний, але в той же час передбачалося використовувати на ньому вдалі рішення, застосовані на крейсерських танках, а також як можна більшу кількість їх вузлів та агрегатів. Вертикальне бронювання планувалося залишити 60 мм, як і на A11, але озброєння повинно було порівняно з останнім зрости з кулемета до 40-мм гармати у двомісній башті. Щоб при заданому рівні бронювання не допустити надмірного зростання маси танка, що спричинило б за собою неможливість використання ходової частини та моторно-трансмісійної установки A10, конструкторам «Валентайна» довелося піти на максимальне утиснення габаритів майбутнього танка. Одержаний внаслідок танк складно було однозначно віднести до піхотних або до крейсерських танків — до 1940 року його бронювання було дещо заниженим за мірками піхотних танків, але низька швидкість (вдвічі нижче, ніж у крейсерського Mk III) не дозволяла йому стати крейсерським. Надалі, проте, як показала практика, він достатньо успішно зумів виступити в обох ролях.
Креслення нового танка були представлені у Військове міністерство 10 лютого 1938 року, а вже до 14 березня був готовий його повнорозмірний макет. Спочатку, однак, проект був відкинутий військовими. Причиною цього була насамперед двомісна башта, яка змушувала командира танка займатися ще й обслуговуванням гармати, що в той час вважалося британськими військовими фахівцями неприйнятним. Хоча фірмою «Віккерс» була також розроблена для нової машини спеціальна 40-мм автоматична гармата з близькими до 40-мм протитанкової гармати характеристиками, помітно зводила нанівець цей недолік, такий варіант не був прийнятий військовим міністерством. Але близькість можливої війни посприяла прийняттю танка на озброєння, і більше ніж рік потому, 14 квітня 1939 року, фірмі «Віккерс» було видано замовлення на виробництво першої серії «Валентайнів».

«Валентайн» Mk II, пристосований до пустельних умов

Спочатку новий танк отримав стандартне військове позначення — «Танк піхотний, модель 3» (англ. Tank Infantry Mk III), а окремі модифікації повинні були позначатися зірочками в назві, наприклад,Tank Infantry Mk III***, але пізніше, для зручності, танку було присвоєно власне ім'я — «Валентайн» (англ. Valentine), а окремі модифікації отримали цифрове найменування, наприклад, Valentine Mk III (або просто Valentine III). З приводу походження цієї назви немає однозначних даних, існує кілька версій. За однією з них, танк отримав таку назву, оскільки проект був представлений у військове міністерство в День святого Валентина, 14 лютого. Насправді, представлення відбулося ще 10 лютого. За іншою версією, «Valentine» — всього лише абревіатура повної назви фірми «Віккерс» — Vickers-Armstrongs Ltd., Elswick & Newcastle-upon-TYNE. Згідно ще одній, танк отримав своє ім'я на честь Джона Валентайна Кардена, відомого конструктора бронетехніки, який довгі роки працював на фірмі «Віккерс». Існує також версія, що «Valentine» — всього лише випадково обраний фірмовий код-ідентифікатор продукції.
Перший серійний «Валентайн» зійшов з конвеєра фірми «Віккерс» у травні 1940 року, а в липні того ж року до виробництва підключилися фірми «Metro Cammell» та «Birmingham Railway Carriage & Wagon Co.». Загальний обсяг випуску першої модифікації «Валентайна», Valentine Mk I, оснащеної бензиновим двигуном AEC A189, склав, за різними даними, від 309 до 350 одиниць. Незабаром було розгорнуто виробництво ще двох версій. Valentine Mk II відрізнявся від первісної модифікації дизельним двигуном AEC A190, зменшеним обсягом внутрішнього паливного бака і додатковим зовнішнім баком, новою радіостанцією № 19, а також низкою дрібніших відмінностей. Valentine Mk IV був у цілому ідентичний Mk II, але відрізнявся установкою імпортного американського дизельного двигуна GMC 6-71 6004 та іншої трансмісії. Всього було вироблено, за різними даними, від 700 до 1590 Mk II і 660 Mk IV.

### Канадські «Валентайни»

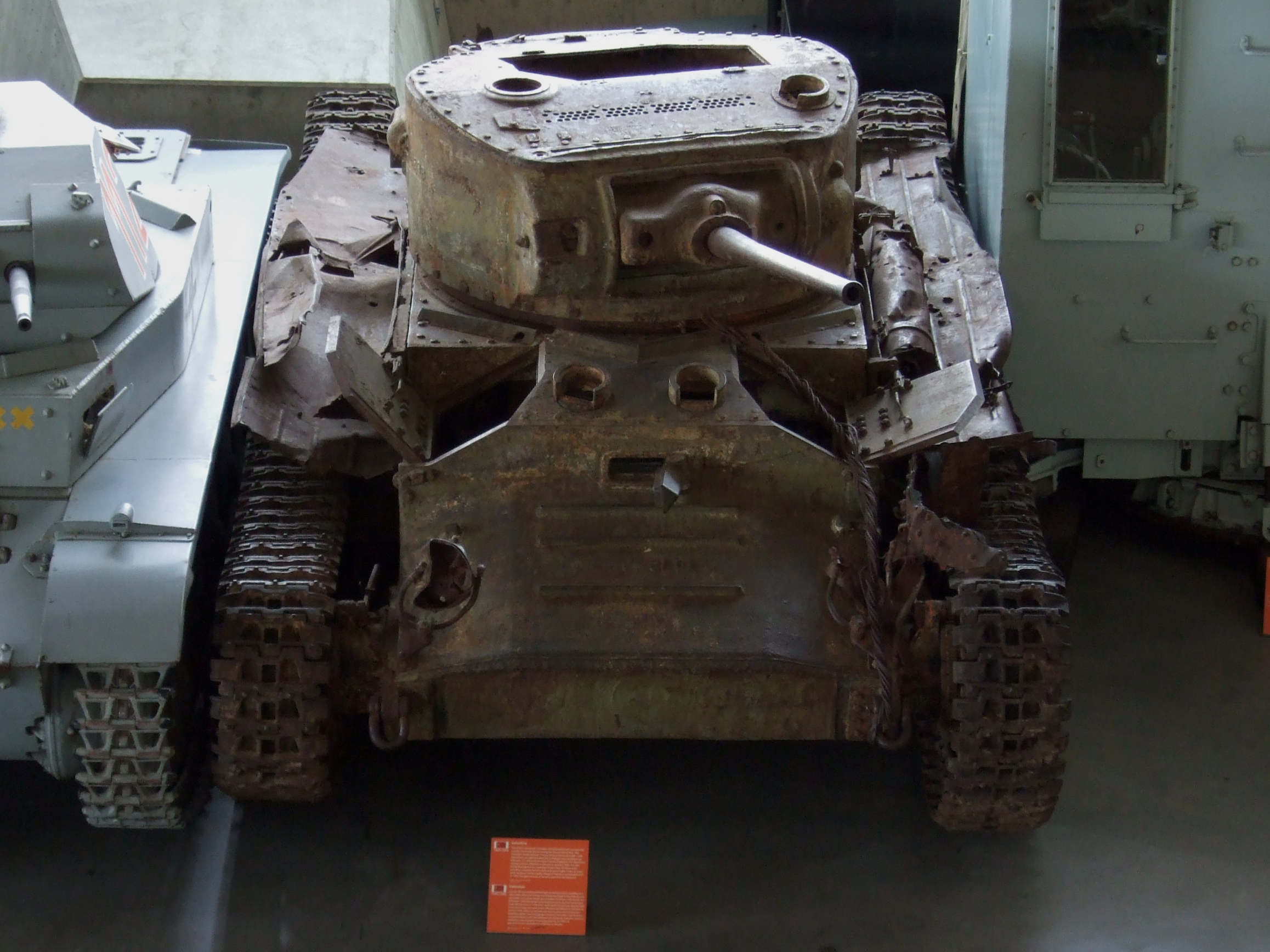
«Валентайн» Mk VIIA

Навесні 1940 року замовлення на виробництво «Валентайнів» було видане також канадській фірмі Canadian Pacific Railway. Перший серійний танк зійшов зі складальних ліній в червні 1941 року, а повномасштабне виробництво було розгорнуто до осені того ж року. Всі канадські «Валентайни» мали двомісну башту, 40-мм гармату QF 2 pounder та двигун GMC 6-71 6004. Існували дві основні канадські модифікації «Валентайна» — Valentine Mk VI і Valentine Mk VII. Перша з них по конструкції була практично ідентична виробленим у Великої Британії машинам модифікації Mk IV. Друга ж піддалася змінам з метою спрощення виробництва та відрізнялася заміною ряду британських вузлів та деталей на ті що вироблялися в Канаді та США, а також використанням литих деталей броньового корпусу замість вальцованих — башти, лобової частини корпусу і даху моторного відділення. Одним з найбільш помітних зовні її відмінностей був кулемет «Браунінг» M1919A4, встановлений замість британського BESA. Існувала також модифікація Valentine VIIA, що відрізнялася низкою дрібних поліпшень — додатковими змінними зовнішніми паливними баками, потужнішою радіостанцією, масляним радіатором, додатковими акумуляторами та сталевими куточками, що приварювалися по периметру башти та захищали її від заклинювання снарядом, який потрапив в основу.
Всього до закінчення серійного виробництва в середині 1943 року в Канаді було випущено 1420 «Валентайнів», з яких абсолютна більшість, 1388 одиниць, було поставлено в СРСР за програмою ленд-лізу, а ті що залишилися 32 танки збережені для навчально-тренувальних цілей. Точні цифри випуску танків кожної з модифікацій невідомі, але в деяких джерелах говориться про те, що кулеметами BESA (і отже, належали до модифікаціїMk VI) були обладнані лише перші 15 серійних машин. Це узгоджується із даними про те, що «Валентайни» модифікації Mk VI в СРСР не поставлялися, незважаючи на те, що в СРСР були відправлені майже всі канадські «Валентайни».

### «Валентайни» з тримісною баштою

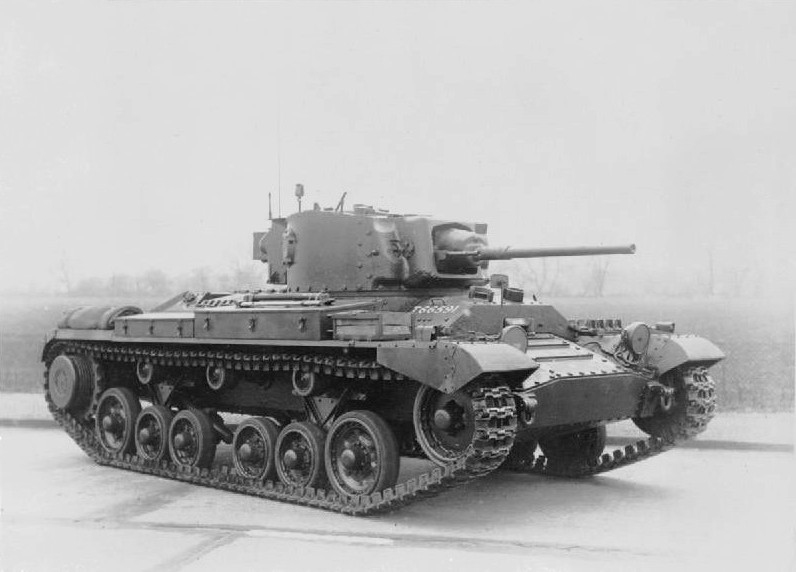
«Валентайн» Mk III

Одним з основних недоліків ранніх модифікацій «Валентайна» вважалася двомісна башта, тому ще до запуску танка у виробництво на фірмі «Віккерс» були розпочаті роботи зі створення її тримісного варіанту. Основні труднощі при цьому полягали в тому, що розміри підбаштової коробки не дозволяли збільшити діаметр погона башти. Для звільнення місця для третього члена екіпажу в башті установка гармати була зміщена вперед на 203 мм, а кормова ніша приблизно на стільки ж назад для створення противаги та збереження врівноваження башти. У результаті з'явилося місце для командира за казенною частиною гармати. Відповідно, радіостанція перемістилася разом з ним, в кормову нішу. Вага нової тримісної башти збільшився приблизно на півтонни порівняно з двомісною, тому, щоб не допустити надмірного збільшення ваги танка та зберегти ходові характеристики на колишньому рівні, конструкторам довелося піти на зменшення товщини бортової броні з 60 до 50 мм.
Перший «Валентайн» з тримісною баштою надійшов на випробування 13 квітня 1942 року та незабаром було розгорнуто його серійне виробництво. Існувало дві модифікації «Валентайна» з тримісною баштою — Valentine Mk III і Valentine Mk V, які розрізнялися руховою установкою — AEC A190 і GMC 6-71 6004, відповідно. Всього було випущено 606 танків модифікації Mk III і 1216 — модифікації Mk V. Цікаво також те, що за документами фірми «Віккерс», тримісна башта була готова до серійного виробництва ще в 1939 році. Причини запуску у виробництво в такому випадку варіанту з двомісною баштою не цілком ясні, але це могло бути викликано тією обставиною, що на двомісній башті ствол гармати в положенні вперед не виступав за межі корпусу, на відміну від тримісної, чому в ті роки надавалося чимале значення.

### «Валентайни» з посиленим озброєнням

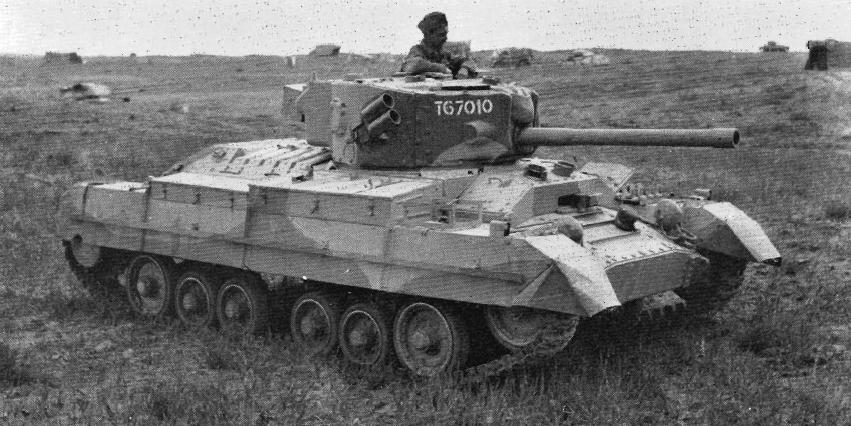
«Валентайн» Mk VIII

На момент створення «Валентайна» 40-мм гармата QF 2 pounder була єдиним можливим варіантом протитанкової гармати в Сполученому Королівстві. Однак її низька ефективність з самого початку була відома британським військовим фахівцям. До 1941 року з'явилася значно потужніша 57-мм гармата QF 6 pounder і було розпочато роботи з встановлення її на «Валентайн». За основу був узятий варіант з тримісною баштою, але значно більша, порівняно з 40-мм гарматою, казенна частина 57-мм гармати не залишила у башті місця для третього члена екіпажу. Крім цього, у башті не виявилося місця ні для спареної установки кулемета, ні для димового міномета. Проблема з відсутністю міномета була частково вирішена установкою 102-мм однозарядних димових гранатометів на борту башти, але кулемета озброєні 57-мм гарматами танки спочатку не мали зовсім. Для збереження на колишньому рівні маси танка через башту що поважчала, товщину бортового бронювання довелося знову зменшити, цього разу до 43 мм. У такому варіанті випускалися дві модифікації «Валентайна» — Valentine Mk VIII і Valentine Mk IX, що відрізнялися руховою установкою — AEC A190 і GMC 6-71 6004, відповідно. На останніх 300 випущених машинах модифікації Mk IX двигун був форсований до 175 к. с. За даними фірми «Віккерс», виробництво «Валентайнів» з гарматою QF 6 pounder почалося в грудні 1941 року, таким чином, він став першим британським танком, озброєним цією гарматою.

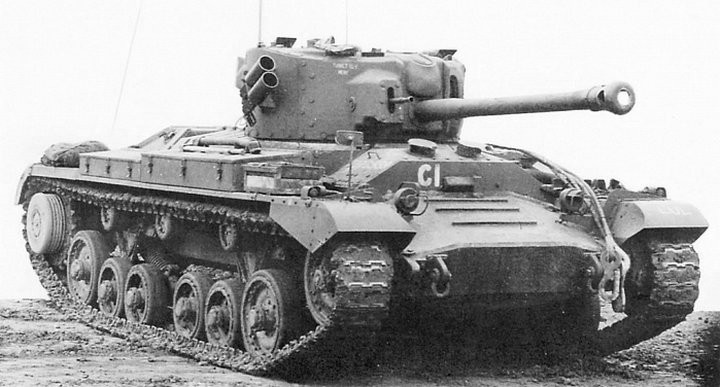
«Валентайн» Mk XI

З червня 1943 року почалося виробництво нової модифікації з 57-мм гарматою, Valentine Mk X. Від попередніх модифікацій вона відрізнялася розміщенням у башті, за рахунок скорочення боєкомплекту гармати, кулемета BESA в автономній установці. Всі танки модифікації Mk X оснащувалися форсованим до 175 к. с. двигуном GMC 6-71 6004.
Незабаром після початку виробництва Mk X виявилося, що замість 57-мм гармати на танку можна без проблем встановити 75-мм гармату OQF 75 mm, яка мала майже ті ж розміри, що і QF 6 pounder. Незважаючи на більший калібр, гармата мала значно меншу початкову швидкість снаряда і як наслідок, гіршу бронепробивність, але до неї, на відміну від 57-мм гармати, існував достатньо ефективний фугасний снаряд. Модифікація з 75-мм гарматою отримала позначення Valentine Mk XI і була, за винятком гармати, ідентична Mk X. Танки Mk XI пізнього випуску, однак, отримали також литу носову частину корпусу, запозичену у канадських «Валентайнів».
Точні цифри випуску кожної з модифікацій «Валентайна» з 57-мм і 75-мм гарматами невідомі, є дані лише про 685 випущених танках модифікації Mk IX. Всього ж танків модифікацій Mk VIII — Mk XI було випущено 2474 одиниці, що склало менше 30 % від загального числа випущених «Валентайнів».

### Обсяги виробництва «Валентайна»
Виробництво «Валентайнів» у Великої Британії завершилося, за одними даними, 14 квітня 1944 року, за іншими ж — на початку 1945 року. Загальний обсяг випуску склав 6855 танків, не рахуючи САУ та спеціалізованих машин. Разом з 1420 машинами, виробленими в Канаді, загальний випуск «Валентайна» склав 8275 одиниць, що зробило його наймасовішим британським танком Другої світової війни. Сумарний же випуск машин на його шасі, враховуючи САУ та спеціалізовані машини, склав понад 9000 одиниць.
| Виробництво танків «Валентайн» різних модифікацій |                      |                             |
| Варіант                                           | Число випущених, шт. | У % від загальної кількості |
| Усього:                                           | 8275                 | 100                         |
| з них з 40-мм гарматою:                           | 5801                 | 70,1                        |
| — у тому числі з двомісною баштою                 | 3979                 | 48,1                        |
| — у тому числі з тримісною баштою                 | 1822                 | 22,0                        |
| з них з 57-мм і 75-мм гарматами:                  | 2474                 | 29,9                        |

## Модифікації

Дерево модифікацій «Валентайна»

- Tank Infantry Mk III Valentine I (Mk I) — базова модифікація з бензиновим двигуном AEC A189.
- Tank Infantry Mk III Valentine II (Mk II) — модифікація з дизельним двигуном AEC A190 і додатковим зовнішнім паливним баком.
- Tank Infantry Mk III Valentine III (Mk III) — модифікація з тримісною баштою та двигуном AEC A190.
- Tank Infantry Mk III Valentine IV (Mk IV) — ідентичнийMk II, але оснащений дизельним двигуном GMC 6-71.
- Tank Infantry Mk III Valentine V (Mk V) — ідентичнийMk III, але оснащений дизельним двигуном GMC 6-71.
- Tank Infantry Mk III Valentine VI (Mk VI) — модифікація канадського виробництва, аналогічна Mk IV.
- Tank Infantry Mk III Valentine VII (Mk VII) — модифікація канадського виробництва, аналогічна Mk VI, але з низкою невеликих змін і оснащена 7,62-мм кулеметом M1919A4 замість BESA.
- Tank Infantry Mk III Valentine VIIA (Mk VIIA) — модернізована модифікація, канадського виробництва, з низкою невеликих поліпшень.
- Tank Infantry Mk III Valentine VIII (Mk VIII) — модифікація з двомісною баштою з 57-мм гарматою QF 6 pounder, без кулемета, оснащена двигуном AEC A190.
- Tank Infantry Mk III Valentine IX (Mk IX) — модифікація з двомісною баштою з 57-мм гарматою QF 6 pounder, без кулемета, оснащена двигуном GMC 6-71.
- Tank Infantry Mk III Valentine X (Mk X) — аналогічний Mk IX, але з переробленою баштою з автономною установкою кулемета BESA.
- Tank Infantry Mk III Valentine XI (Mk XI) — модифікація з 75-мм гарматою QF 75 mm у башті, аналогічна Mk X, оснащена форсованим до 175 к. с. двигуном GMC 6-71.
- Tank Infantry Mk III Valentine CS — новозеландський варіант танка «ближньої підтримки» на основі Mk III, оснащений 76-мм гаубицею замість 40-мм гармати.

## Тактико-технічні характеристики
| ТТХ різних модифікацій танків «Валентайн» |                                       |                                      |                                      |                                      |                                      |                                      |                                      |                                      |                                      |                                      |                                      |
|                                           | Mk I                                  | Mk II                                | Mk III                               | Mk IV                                | Mk V                                 | Mk VI                                | Mk VII                               | Mk VIII                              | Mk IX                                | Mk X                                 | Mk XI                                |
| Виробник                                  | Велика Британія                       | Велика Британія                      | Велика Британія                      | Велика Британія                      | Велика Британія                      | Канада                               | Канада                               | Велика Британія                      | Велика Британія                      | Велика Британія                      | Велика Британія                      |
| Розміри                                   |                                       |                                      |                                      |                                      |                                      |                                      |                                      |                                      |                                      |                                      |                                      |
| Довжина з гарматою, м                     | 5,41                                  | 5,41                                 | 5,56                                 | 5,41                                 | 5,56                                 | 5,41                                 | 5,41                                 | 6,33                                 | 6,33                                 | 6,33                                 | 6,35                                 |
| Ширина, м                                 | 2,63                                  | 2,63                                 | 2,63                                 | 2,63                                 | 2,63                                 | 2,63                                 | 2,63                                 | 2,63                                 | 2,63                                 | 2,63                                 | 2,63                                 |
| Висота, м                                 | 2,27                                  | 2,27                                 | 2,58                                 | 2,27                                 | 2,58                                 | 2,27                                 | 2,27                                 | 2,27                                 | 2,27                                 | 2,27                                 | 2,27                                 |
| Бойова маса, т                            | 15,7                                  | 16,5                                 | 16,7                                 | 16,5                                 | 16,7                                 | 16,5                                 | 16,5                                 | 17,2                                 | 17,2                                 | 17,2                                 | 18,0                                 |
| Екіпаж, осіб                              | 3                                     | 3                                    | 4                                    | 3                                    | 4                                    | 3                                    | 3                                    | 3                                    | 3                                    | 3                                    | 3                                    |
| Бронювання, мм                            |                                       |                                      |                                      |                                      |                                      |                                      |                                      |                                      |                                      |                                      |                                      |
| Лоб корпусу                               | 30—60                                 | 30—60                                | 30—60                                | 30—60                                | 30—60                                | 30—60                                | 30—60                                | 30—60                                | 30—60                                | 30—60                                | 30—60                                |
| Борт корпусу                              | 30—60                                 | 30—60                                | 30—50                                | 30—60                                | 30—50                                | 30—60                                | 30—60                                | 30—43                                | 30—43                                | 30—43                                | 30—43                                |
| Корми корпусу                             | 17—60                                 | 17—60                                | 17—60                                | 17—60                                | 17—60                                | 17—60                                | 17—60                                | 17—60                                | 17—60                                | 17—60                                | 17—60                                |
| Лоб, борти та корма башти                 | 60—65                                 | 60—65                                | 60—65                                | 60—65                                | 60—65                                | 60—65                                | 60—65                                | 60—65                                | 60—65                                | 60—65                                | 60—65                                |
| Дах                                       | 10—20                                 | 10—20                                | 10—20                                | 10—20                                | 10—20                                | 10—20                                | 10—20                                | 10—20                                | 10—20                                | 10—20                                | 10—20                                |
| Днище                                     | 7—20                                  | 7—20                                 | 7—20                                 | 7—20                                 | 7—20                                 | 7—20                                 | 7—20                                 | 7—20                                 | 7—20                                 | 7—20                                 | 7—20                                 |
| Озброєння                                 |                                       |                                      |                                      |                                      |                                      |                                      |                                      |                                      |                                      |                                      |                                      |
| Гармата                                   | 40-мм QF 2 pounder Mk IX              | 40-мм QF 2 pounder Mk IX             | 40-мм QF 2 pounder Mk IX             | 40-мм QF 2 pounder Mk IX             | 40-мм QF 2 pounder Mk IX             | 40-мм QF 2 pounder Mk IX             | 40-мм QF 2 pounder Mk IX             | 57-мм QF 6 pounder Mk III або Mk V   | 57-мм QF 6 pounder Mk III або Mk V   | 57-мм QF 6 pounder Mk V              | 75-мм QF 75 mm Mk V                  |
| Кулемет                                   | 1 × 7,92-мм BESA                      | 1 × 7,92-мм BESA                     | 1 × 7,92-мм BESA                     | 1 × 7,92-мм BESA                     | 1 × 7,92-мм BESA                     | 1 × 7,92-мм BESA                     | 1 × 7,62-мм M1919A4                  | немає                                | немає                                | 1 × 7,92-мм BESA                     | 1 × 7,92-мм BESA                     |
| Боєкомплект, пострілів / патронів         | 60 — 62/3150                          | 60 — 62/3150                         | 60 — 62/3150                         | 60 — 62/3150                         | 60 — 62/3150                         | 60 — 62/3150                         | 60 — 62/3500                         | 53                                   | 53                                   | 44/3150                              | 46/3150                              |
| Рухливість                                |                                       |                                      |                                      |                                      |                                      |                                      |                                      |                                      |                                      |                                      |                                      |
| Двигун                                    | бензиновий 6-цил. AEC A189, 125 к. с. | дизельний 6-цил. AEC A190, 130 к. с. | дизельний 6-цил. AEC A190, 130 к. с. | дизельний 6-цил. GMC 6-71, 135 к. с. | дизельний 6-цил. GMC 6-71, 135 к. с. | дизельний 6-цил. GMC 6-71, 135 к. с. | дизельний 6-цил. GMC 6-71, 135 к. с. | дизельний 6-цил. AEC A190, 130 к. с. | дизельний 6-цил. GMC 6-71, 135 к. с. | дизельний 6-цил. GMC 6-71, 175 к. с. | дизельний 6-цил. GMC 6-71, 175 к. с. |
| Питома потужність, к. с./т                | 7,9                                   | 7,7                                  | 7,7                                  | 8,1                                  | 7,7                                  | 8,1                                  | 8,1                                  | 7,6                                  | 7,6                                  | 7,6                                  | 9,6                                  |
| Максимальна швидкість по шосе, км/г       | 25                                    | 25                                   | 25                                   | 25                                   | 25                                   | 25                                   | 25                                   | 25                                   | 25                                   | 25                                   | 25                                   |
| Запас ходу по шосе, км                    | 112                                   | 176                                  | 176                                  | 176                                  | 176                                  | 176                                  | 176                                  | 176                                  | 225                                  | 225                                  | 225                                  |

## Опис конструкції
«Валентайн» був танком класичної компоновки. Його екіпаж складався з трьох осіб — механіка-водія, що розташовувався у відділенні управління в передній частині корпусу та навідника з командиром, які перебували у двомісній башті. Зазвичай командир виконував також функції заряджаючого, але часом він міг зміняти навідника на його посту, при цьому останній ставав заряджаючим. На модифікаціях Mk III і Mk V, з тримісною баштою, до складу екіпажу був доданий окремий заряджаючий.
Танк мав чотири відділень, перерахованих нижче в порядку від лобової частини машини до корми:
- відділення управління;
- бойове відділення, утворене баштою з обертовим поликом;
- моторне відділення, в якому перебували двигун та основний паливний бак;
- трансмісійне відділення.

### Броньовий корпус та башта

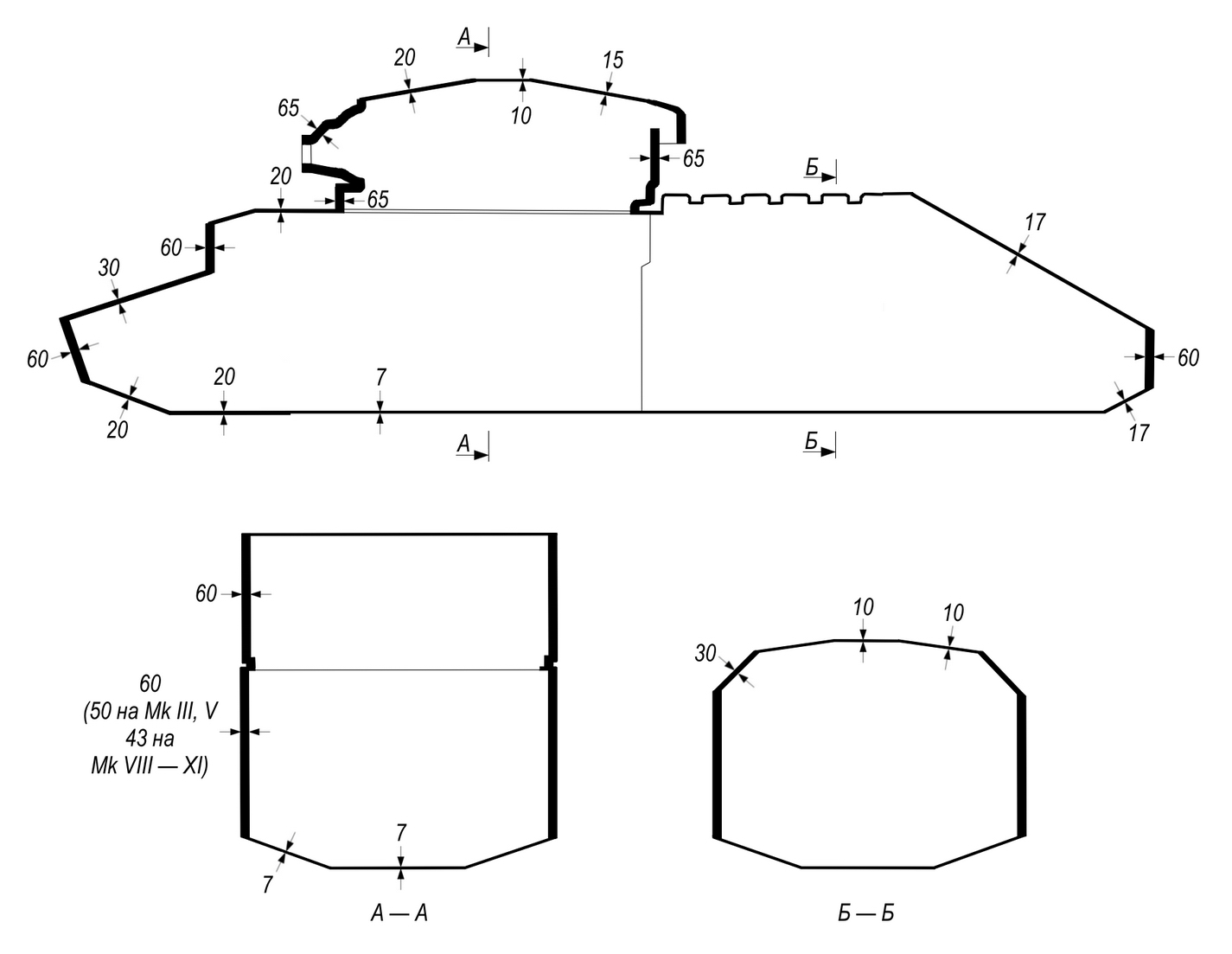
Схема бронювання танка «Валентайн»

«Валентайн» мав слабодиференційований протиснарядний броньовий захист. Основне вертикальне бронювання мало товщину 60—65 мм і розташовувалося без раціональних кутів нахилу. Броня переважно вальцована, хоча деякі деталі литі (їх кількість поступово збільшувалася під час виробництва); хромо-нікель-молібденова, середньої твердості високої якості. Броньовий корпус та башта «Валентайна» збиралися за допомогою заклепок, болтів та шпонок, з вальцованих броньових плит і листів, товщиною від 7 до 60 мм. Незвичайним був метод складання — на відміну від клепаних корпусів інших танків, що збиралися на каркасі, деталі корпусу «Валентайна» з'єднувалися безпосередньо один з одним. Це рятувало танк від додаткової ваги каркаса та займаного ним обсягу, однак вимагало спеціальної високоточної обробки деталей, щоб забезпечити їх щільне прилягання один до одного.
На танках «Валентайн» що вироблялися в Канаді (модифікації Mk VIіMk VII) для підвищення технологічності виробничого процесу лобова частина корпусу і дах моторного відділення виготовлялися литими, також лита лобова частина корпуса пізніше використовувалася на частині британських танків модифікації Mk XI. Крім цього, в процесі виробництва поступово застосовувалося зварювання. З 1942 року за допомогою зварювання почали з'єднуватися листи днища, з 1943 р. — лобова частина, а незадовго до закінчення випуску була виготовлена партія «Валентайнів» з повністю зварними корпусами та баштою.
У профілі, броньовий корпус «Валентайна» мав форму сплюсненого восьмикутника. Нижні його грані були утворені бронелистами днища і мали товщину 20 мм у лобовій частині, під відділенням управління, для захисту від протитанкових мін і 7 мм в інших частинах. Строго вертикальні бічні грані мали товщину 60 мм і утворювали основне бортове бронювання танка. На модифікаціях Mk III і Mk V їх товщина була скорочена до 50 мм, а на модифікаціях Mk VIII — Mk XI — до 43 мм. Верхні бічні грані були утворені сильно нахиленими 30-мм бронеплитами, а дах мав товщину від 10 мм над моторним відділенням до 20 мм над підбаштовою коробкою. Лобова частина танка мала типову для того часу ступінчасту форму та складалася з вертикальної верхньої плити товщиною 60 мм, середньої плити товщиною 30 мм, розташованої під кутом в 68 ° до вертикалі та нижньої плити 60-мм товщини, розташованої під кутом в 21 °. Кормова частина корпусу складалася з вертикальної нижньої плити товщиною 60 мм і сильно нахиленого верхнього листа товщиною 17 мм. Моторне відділення було відокремлено від бойового броньовою переборкою.

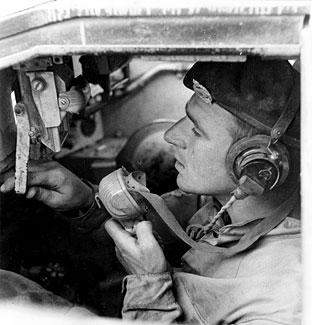
Вид на відділення управління «Валентайна» через люк механіка-водія

Посадка та висадка механіка-водія здійснювалася через два відкидних люка у верхніх бічних аркушах по обом бікм від його робочого місця, крім того, в підлозі під його сидінням розташовувався люк для аварійного виходу екіпажу. Для обслуговування та заміни агрегатів двигуна та трансмісії служили відкидні люки у верхніх бічних листах і даху корпусу над моторним відділенням та відкидний верхній кормовий лист над трансмісійним відділенням.
Башта «Валентайнів» всіх модифікацій мала циліндричну форму, з кормовою нішею та встановлювалася на підбаштовій коробці на кульковій опорі. На танках ранніх випусків башта цілком, за винятком литої маски гармати, збиралася з вальцованих броньових листів та плит, на більш пізніх машинах вертикальні стінки башти виготовлялися з двох литих деталей. Борти башти мали товщину 60 мм, лобова та кормова частина, а також маска гармати — 65 мм. Форма даху, що мала товщину від 10 до 20 мм, варіювалася залежно від типу башти. Обертання башти здійснювалося за допомогою електроприводу, був також гвинтовий механізм ручного повороту. Башта всіх модифікацій мала обертовий полик. На модифікаціях з двомісною баштою члени екіпажу розташовувалися по обидва боки від гармати, на модифікаціях з тримісною баштою гармата була зміщене вперед і за його казенною частиною розташовувався командир.
Посадка та висадка екіпажу на «Валентайн» з двомісною баштою і 40-мм гарматою (модифікації Mk I, Mk II, Mk IV, Mk VI і Mk VII) здійснювалася через двостулковий люк у даху башти. На модифікаціях з тримісною баштою він був замінений круглим тристулковим люком з обертовим погоном, а на танках з 57-мм і 75-мм гарматами посадка та висадка екіпажу здійснювалася через два індивідуальних прямокутних люка.

### Озброєння

#### Mk I— Mk VII

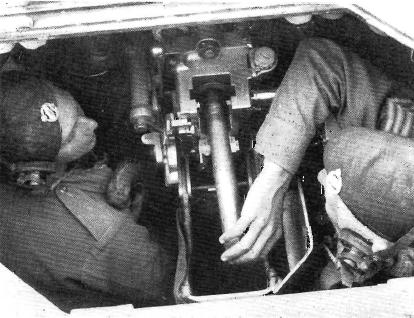
Вид через баштовий люк «Валентайна», що показує казенну частину 40-мм танкової гармати QF 2 pounder та спосіб заряджання унітарним пострілом

Основним озброєнням «Валентайнів» модифікацій Mk I — Mk VII був танковий варіант 40-мм протитанкової гармати QF 2 pounder Mk IX. Довжина ствола гармати становила 52 калібри/2080 мм, початкова швидкість снарядів різних типів — від 790 до 850 м/с. Гармата розміщувалося на цапфах в спареній з кулеметом установці і мала кути вертикального наведення від −15 до +20 °. Вертикальне наведення здійснювалося вручну, хитанням гармати за допомогою плечового упору, а горизонтальна — поворотом башти. Для наведення гармати використовувався приціл № 30, що мав збільшення 1,9 × і поле зору 21 °.
Боєкомплект 40-мм гармати становив 60—62 унітарних постріли, укладка для боєкомплекту розташовувалася на полику башти. «Валентайни», як з 40-мм, так і з 57-мм гарматою забезпечувалися, зазвичай, виключно бронебійними снарядами, осколкові снаряди до цих гармат випускалися з 1942 р., проте інформації про комплектування ними боєкомплектів танків виявити не вдалося. У деяких джерелах згадується, що 40-мм осколкові снаряди практично не використовувалися екіпажами через вкрай малий заряд вибухової сполуки і як наслідок, дуже низької ефективності. У СРСР з другої половини 1942 р. випускалися осколкові снаряди власної розробки до QF 2 pounder (по техпроцесу 37-мм зенітних снарядів), також відомо про використання в СРСР з того ж періоду 57-мм осколкових снарядів.
| Боєприпаси 40-мм гармати QF 2 pounder                                                   |                           |                   |                  |              |                                         |
| Тип снаряда                                                                             | Марка                     | Маса пострілу, кг | Маса снаряда, кг | Маса ВР, г   | Дулова швидкість, м/с                   |
| бронебійний гостроголовий суцільний із захисним та балістичним наконечниками, трасуючий | APCBC/T Mk I Shot         | 2,22              | 1,22             | —            | 850                                     |
| бронебійний гостроголовий суцільний, трасуючий, високошвидкісний                        | APHV/T Shot               | 2,04              | 1,08             | —            | 853                                     |
| бронебійний гостроголовий суцільний, трасуючий                                          | AP/T Mk I Shot            | 2,04              | 1,08             | —            | 792/853 (нормальний / посилений заряди) |
| бронебійний гостроголовий, трасуючий                                                    | AP/T Mk I Shell           | 2,04              | 1,08             | 19,5 (Лідді) | 792/853 (нормальний / посилений заряди) |
| практичний суцільний гостроголовий                                                      | Practice Shot, Pointed    | 2,04              | 1,08             | —            | 792/594 (нормальний / зменшений заряди) |
| практичний суцільний тупоголовий                                                        | Practice Shot, flatheaded | 2,04              | 1,08             | —            | 594                                     |
| осколковий, трасуючий                                                                   | Mk.II T                   | ?                 | 1,34             | 71 (тротил)  | 687                                     |

| Таблиця бронепробивності для QF 2 pounder |     |     |     |     |
| Снаряд \\ Відстань, м | 228 | 457 | 683 | 914 |
| AP/T Mk I Shot (кут зустрічі 30 °) | 58  | 52  | 46  | 40  |
| APHV/T Shot (кут зустрічі 30 °) | 64  | 57  | 51  | 45  |
| Слід пам'ятати, що в різний час і в різних країнах використовувалися різні методики визначення бронепробивності. Як наслідок, пряме порівняння з аналогічними даними інших гармат часто виявляється неможливим. |     |     |     |     |

#### Mk VIII— Mk X
«Валентайни» модифікацій Mk VIII — Mk X були озброєні танковим варіантом 57-мм протитанкової гармати QF 6 pounder, модифікації Mk III або Mk V. Гармата модифікації Mk III мала довжину ствола 43 калібри/2451 мм, а модифікація Mk V мала довжину ствола 50 калібрів/2850 мм і обладнувалася дуловим гальмом. Гармата розміщувалася на цапфах та наводилася у вертикальній площині за допомогою гвинтового механізму. Кути вертикального наведення становили від −8 до +17 °. Спареного кулемета гармата не мала, на танках модифікації Mk X кулемет розміщувався в окремій установці. Для наведення гармата використовувався приціл № 39 Mk IIS (збільшення 1,9 ×, поле зору 21 °) з гарматою модифікації Mk III і приціл № 39 Mk IV (збільшення 3 ×, поле зору 13 °) з гарматою модифікації Mk V. Боєкомплект 57-мм гармати на модифікаціях Mk VIII і Mk IX становив 53 унітарних постріли, зазвичай лише з бронебійними снарядами. На модифікації Mk X він був скорочений до 44 постріли через розміщення баштового кулемета та боєкомплекту до нього. Укладка для боєкомплекту розташовувалася здебільшого на полику башти, а також частково на підлозі бойового відділення поруч з ним.
| Боєприпаси 57-мм гармати QF 6 pounder                                                              |                           |                   |                  |            |                                     |
| Тип снаряда                                                                                        | Марка                     | Маса пострілу, кг | Маса снаряда, кг | Маса ВР, г | Дулова швидкість, м/с (Mk III/Mk V) |
| бронебійний гостроголовий суцільний із захисним та балістичним наконечником, трасуючий (з 1943 р.) | APCBC/T Shot Mk.9T        | 6,29              | 3,29             | —          | 790/825                             |
| бронебійний гостроголовий суцільний із захисним наконечником, трасуючий (з 1943 р.)                | APC Shot Mk.8T            | ?                 | 2,86             | —          | 846/884                             |
| бронебійний гостроголовий суцільний, трасуючий                                                     | AP/T Shot                 | 5,85              | 2,88             | —          | 815/892                             |
| осколковий                                                                                         | HE Shot Mk.10T            | ?                 | 3                | ?          | ?/820                               |
| практичний суцільний гостроголовий                                                                 | Shot, Practice            | ?                 | 2,867            | —          | 815/?                               |
| практичний суцільний тупоголовий                                                                   | Practice Shot, flatheaded | ?                 | 2,867            | —          | 602/?                               |

| Таблиця бронепробивності для QF 6 pounder Mk.V                 |     |     |      |      |
| Снаряд \\ Відстань, м                                          | 457 | 914 | 1371 | 1828 |
| APCBC/T Shot (кут зустрічі 30 °, гомогенна броня)              | 81  | 74  | 63   | 56   |
| APCBC/T Shot (кут зустрічі 30 °, поверхнево загартована броня) | 76  | 74  | 68   | 63   |

#### Mk XI
«Валентайни» модифікації Mk XI як основне озброєння отримали 75-мм гармату OQF 75 mm, що мала довжину ствола 36,5 калібрів/2737 мм гармата розміщувалося в аналогічній QF 6 pounder установці, але мала кути вертикального наведення від −12,5 до +20 °. Наведення гармати здійснювалося за допомогою прицілу № 50 × 3, що мав збільшення 3 × і поле зору 13 °. Боєкомплект 75-мм гармати становили 46 унітарних бронебійних та осколково-фугасних пострілів, укладання боєкомплекту розташовувалася аналогічно танкам з 57-мм гарматою.
| Боєприпаси 75-мм гармати OQF 75 mm  |               |                   |                  |            |                       |
| Тип снаряда                         | Марка         | Маса пострілу, кг | Маса снаряда, кг | Маса ВР, г | Дулова швидкість, м/с |
| бронебійний гостроголовий трасуючий | AP/T Shot M61 | н/д               | 6,23             | 60         | 620                   |
| осколково-фугасний                  | М48           | н/д               | 6,75             | 670        | 625                   |

| Таблиця бронепробивності для OQF 75 mm         |     |     |      |      |
| Снаряд \\ Відстань, м                          | 457 | 914 | 1371 | 1828 |
| AP/T Shot (кут зустрічі 30 °, гомогенна броня) | 68  |     |      |      |

#### Допоміжні

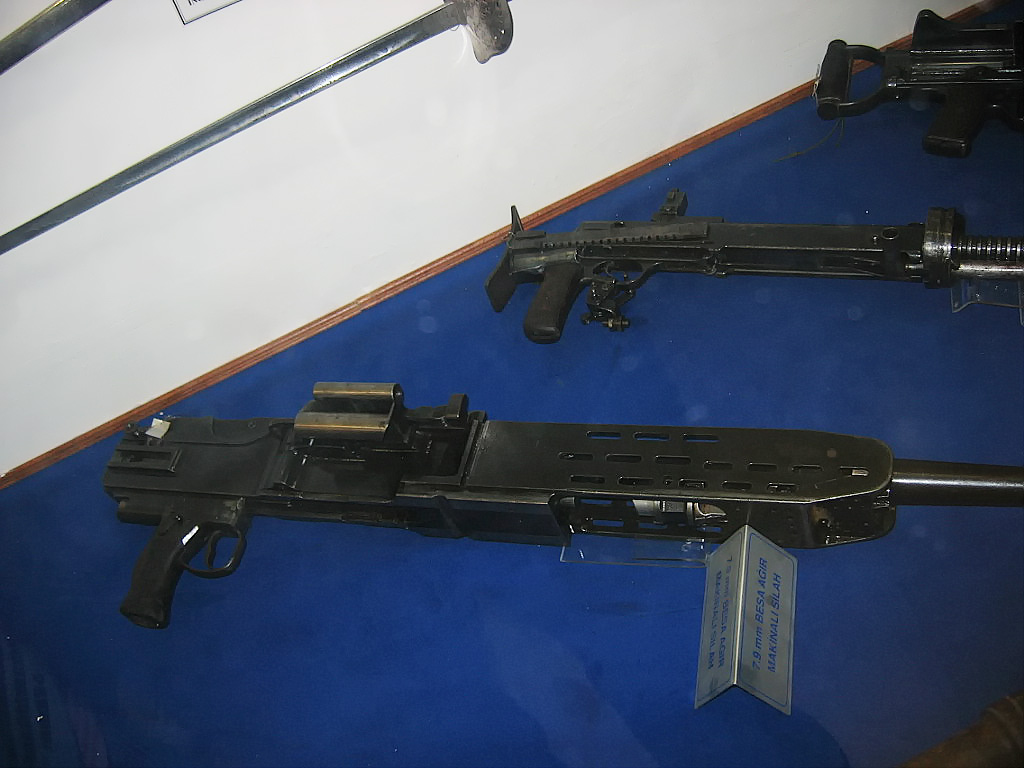
7,92-мм кулемет BESA

Допоміжним озброєнням «Валентайнів» модифікацій Mk I — Mk VI був 7,92-мм кулемет BESA, спарений з гарматою. На канадській модифікації Mk VII його місце займав 7,62-мм кулемет Браунінг M1919A4. Боєкомплект кулемета становив 3150 7,92-мм патронів, в 14 стрічках по 225 патронів або 3500 7,62-мм патронів в 70 стрічках по 50 патронів, дляMk VII. На модифікаціях Mk VIII і Mk IX спарений кулемет був відсутній, а на модифікаціях Mk X і Mk XI кулемет розміщувався в незалежній установці, боєкомплект при цьому, за одними даними, був аналогічний раннім модифікаціям, за іншими, становив 1575 патронів.
Частина «Валентайнів» також обладнувалася зенітною установкою на даху башти, на якій розміщувався легкий 7,7-мм піхотний кулемет Bren. Його боєкомплект становив 600 патронів в магазинах по 30 патронів.
Крім цього, «Валентайни» модифікацій Mk I — Mk VII обладнувалися 50,8-мм димовим мінометом, який розміщувався в окремій установці праворуч від спареного кулемета і який мав кути вертикального наведення від +5 до +37 °. Боєкомплект міномета складався з 18 димових мін, в РСЧА для стрільби з нього використовувалися також осколкові міни для радянського 50-мм міномета. На модифікаціях Mk VIII — Mk XI у зв'язку з його ліквідацією, на правому борту башти встановлювалися два 102-мм димових гранатомета.

### Засоби спостереження та зв'язку

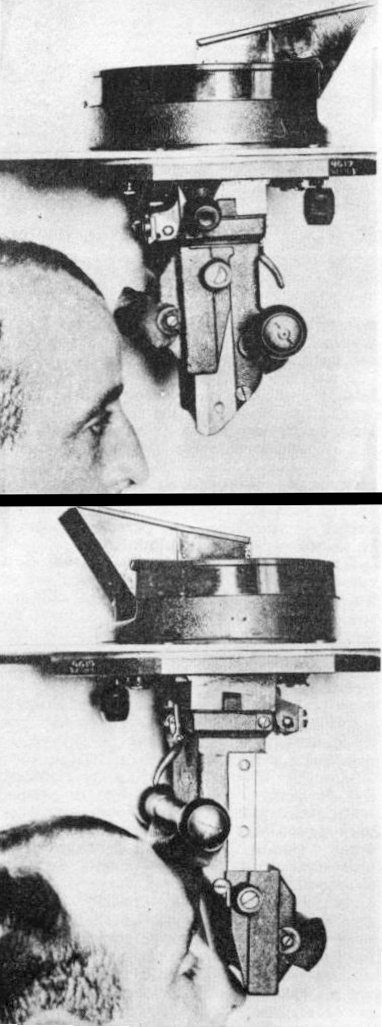
Танковий перископ «Віккерс» Mk IV

Для спостереження за полем бою екіпажу «Валентайна» служили перископи «Віккерс» Mk IV, що давали круговий огляд. Двома з них було обладнано місце механіка-водія, також спостереження могло вестися ним через оглядовий люк в середині верхньої лобової бронеплити. За своїм перископа у башти на «Валентайн» модифікацій Mk I, Mk II, Mk IV, Mk VI і Mk VII мали навідник та командир. На «Валентайн» модифікацій Mk III і Mk V з тримісною баштою число перископів залишилося незмінним, хоча змінилося їх розташування, оскільки командир тепер знаходився в кормі башти. На танках модифікацій Mk VIII — Mk XI командир отримав додатковий перископ. Крім цього починаючи з модифікації Mk II на кришці лівого пістолетного порту у башти з внутрішньої сторони знаходилося дзеркало заднього виду.
Всі «Валентайни» обладнувалися радіостанцією, розміщувалася в кормовій ніші башти. Ранні модифікації оснащувалися радіостанцією № 11, що мала радіус дії за 10 км на ходу, більш пізні модифікації отримали радіостанцію № 19, що мала радіус дії 25 км з місця і 15 км на ходу. Крім цього, танк устатковувався телефонним переговорним пристроєм.

### Двигун та трансмісія
Силовою установкою «Валентайнів» всіх модифікацій служив рядний 6-циліндровий двигун рідинного охолодження. На «Валентайн» модифікації Mk I встановлювався карбюраторний двигун AEC A189, потужністю 125 к. с. при 1900 об/хв. На всіх інших модифікаціях «Валентайна» встановлювалися дизельні двигуни двох типів — британські чотиритактні AEC A190, потужністю 131 к. с. при 1800 об/хв на модифікаціях Mk II, Mk III і Mk VIII і американські двотактні GMC 6-71 6004, потужністю 135 к. с. при 2000 об/хв на модифікаціях Mk IV — Mk VII і Mk IX. На модифікаціях Mk X, Mk XI і на частині Mk IX, двигун був форсований до потужності в 175 к. с.
Два трубчастих радіатора системи охолодження двигуна розташовувалися в трансмісійному відділенні, над коробкою передач. Основний паливний бак розташовувався в моторному відділенні ліворуч від двигуна, його ємність становила 240 л для машин з двигуном AEC A189, 145 л для машин з двигуном AEC A190 і 165 л для машин з двигуном GMC 6-71; ємність паливного бака постійного тиску становила 25 л. Починаючи з модифікації Mk II був введений зовнішній циліндричний паливний бак ємністю 135 л, що розміщувався на лівій надгусеничній полиці.
Трансмісія «Валентайнів» незначно розрізнялася залежно від моделі встановленого двигуна. До складу трансмісії танків з двигунами AEC A189 та AEC A190 входили:
- однодисковий головний фрикціон сухого тертя J-151;
- п'ятиступінчаста механічна чотирьохходова коробка перемикання передач Meadows type 22;
- конічна поперечна передача;
- багатодискові бортові фрикціони сухого тертя;
- дворядні планетарні бортові передачі.

Трансмісія танків з двигунами GMC 6-71 відрізнялася головним фрикціоном моделі M-6004 і триходовою синхронізованою коробкою передач Spicer synchromech.

### Ходова частина

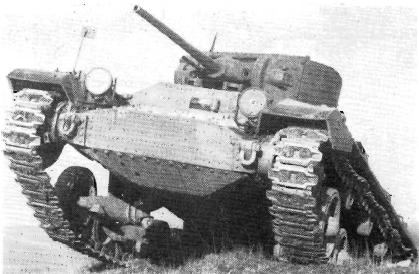
На цьому знімку добре видно форма корпусу «Валентайна», а також розташування вузлів підвіски

Ходова частина «Валентайна» була без значних змін успадкувала конструкцію ходової частини крейсерських танків Mk I і Mk II і по кожному борту складається з шести обгумованих опорних котків, трьох обгумованих підтримуючих котків, обгумованого лінивця та розташованого ззаду ведучого колеса. Опорні котки кожного борту, з них два середніх, діаметром 610 мм і чотири малих, діаметром 495 мм, зблоковані по три в два візки. Великий коток кожного візка розташовується на первинному балансирі, закріпленому на кронштейні на корпусі танка. До первинного балансиру шарнірно кріпиться вторинний, з розміщеним на ньому коромислом з двома малими котками. Пружним елементом візка служить пружинна ресора з телескопічним гідравлічним амортизатором, поєднана цапфами з первинним та вторинним балансирами. Конструкція підвіски така, що на котки великого діаметра припадає більше навантаження, ніж на інші.
Гусениці «Валентайна» — сталеві, двогребеневі, цівкового зачеплення, кожна складалася з 103 траків шириною 356 мм і з кроком 112 мм. На танках модифікації Mk I ранніх випусків застосовувалися більш вузькі гусениці, що складалися з 73 траків, по конструкції аналогічні гусеницям крейсерських танків Mk III — Mk VI.

## Машини на базі «Валентайна»

### Серійні

#### «Бішоп»

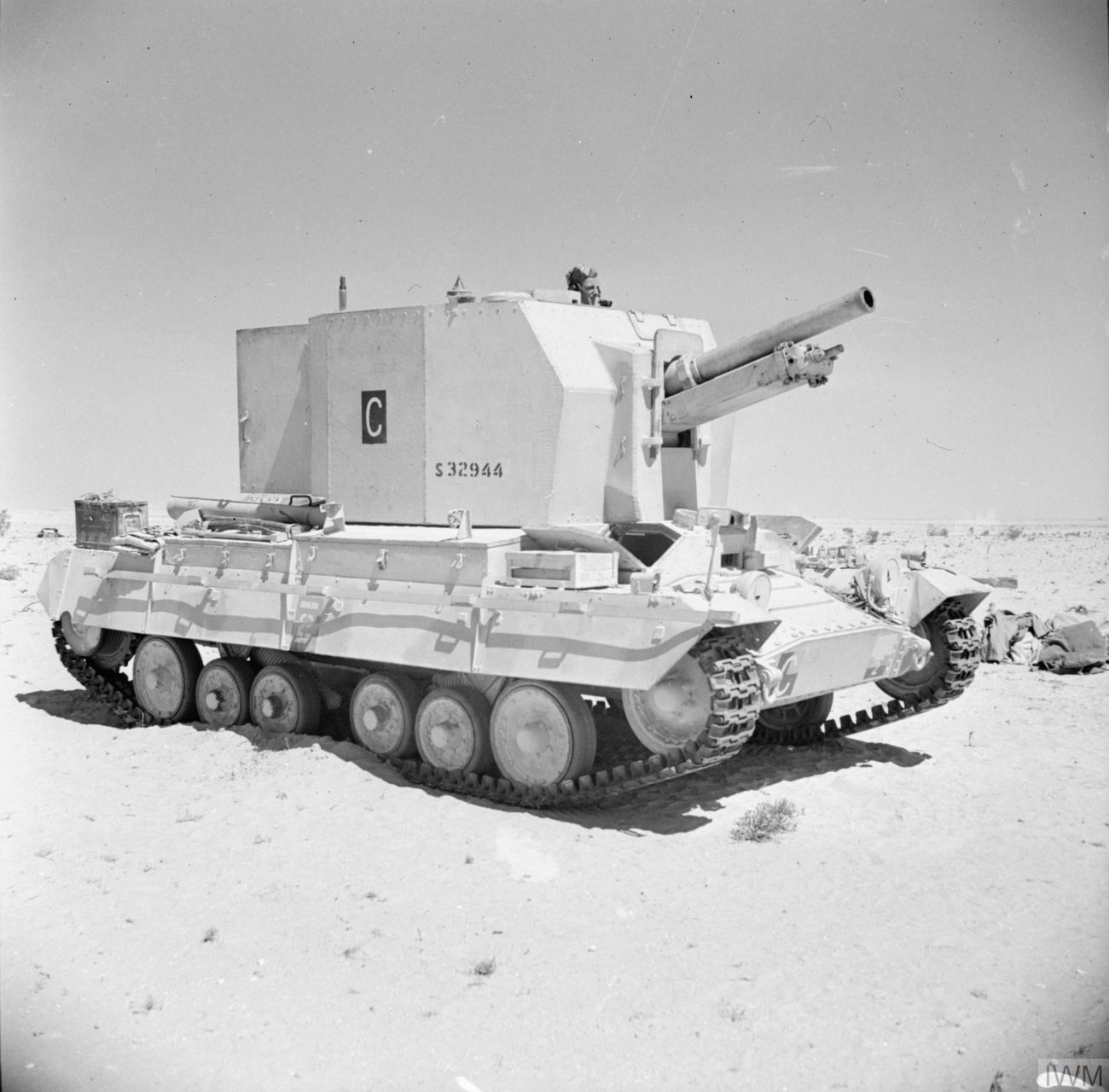
САУ «Бішоп»

Carrier, Valentine, 25 pdr Gun Mk I або «Бішоп» (англ. Bishop — «єпископ») — самохідна гаубиця на шасі «Валентайна», озброєна 88-мм гарматою-гаубицею QF 25 pounder, яка розміщувалася в просторій повністю закритій рубці на місці башти танка. «Бішоп» був створений в 1941 р. як тимчасовий захід, в 1942—1943 роках було вироблено 149 екземплярів цієї САУ. Через високий силует, низькій рухливості та малої дальності стрільби, «Бішоп» популярністю у військах не користувалися і при першій же можливості були до кінця 1943 р. замінені на САУ «Секстон» і «Пріст».

#### «Арчер»

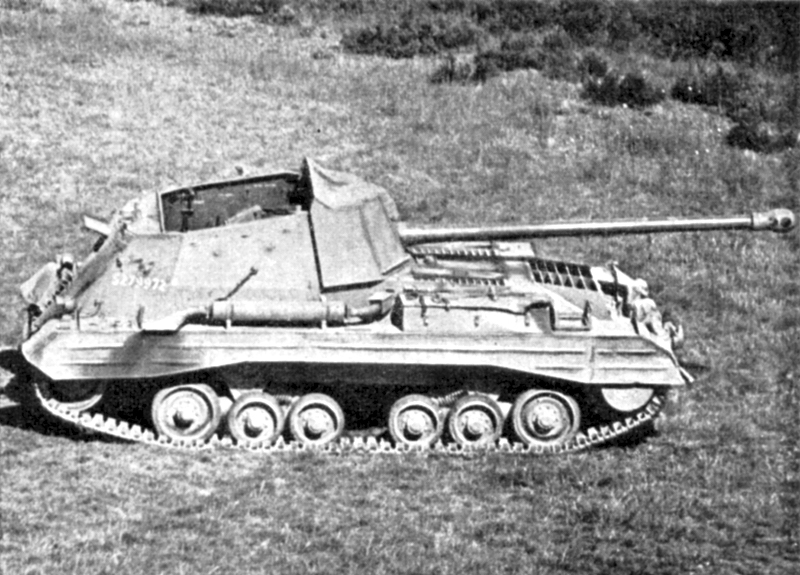
САУ «Арчер»

S.P. 17 pdr, Valentine або «Арчер» (англ. Archer — «лучник») — протитанкова САУ на шасі «Валентайна», озброєний протитанкової 76,2-мм гарматою QF 17 pounder, розміщувався в легкоброньованій, відкритій зверху рубці. Незвичайним у цієї САУ було розташування гармати, яке було обернено назад щодо корпусу танка. Прототип «Арчера» був закінчений у середині 1943 р., а всього за час серійного виробництва з березня 1944 року до кінця війни було вироблено 655 САУ цього типу, які активно використовувалися у Північно-Західній Європі та Італії в 1944—1945 роках.

#### «Валентайн»-мостоукладальник

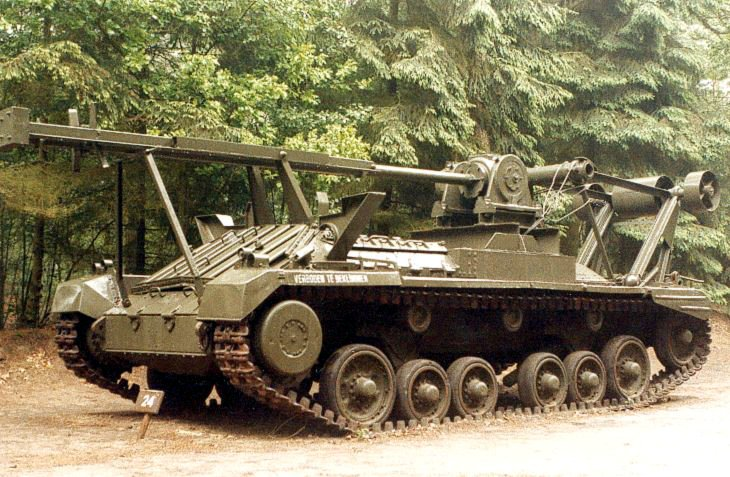
Мостоукладальники на шасі «Валентайна». Міст у машини на знімку частково відсутнє

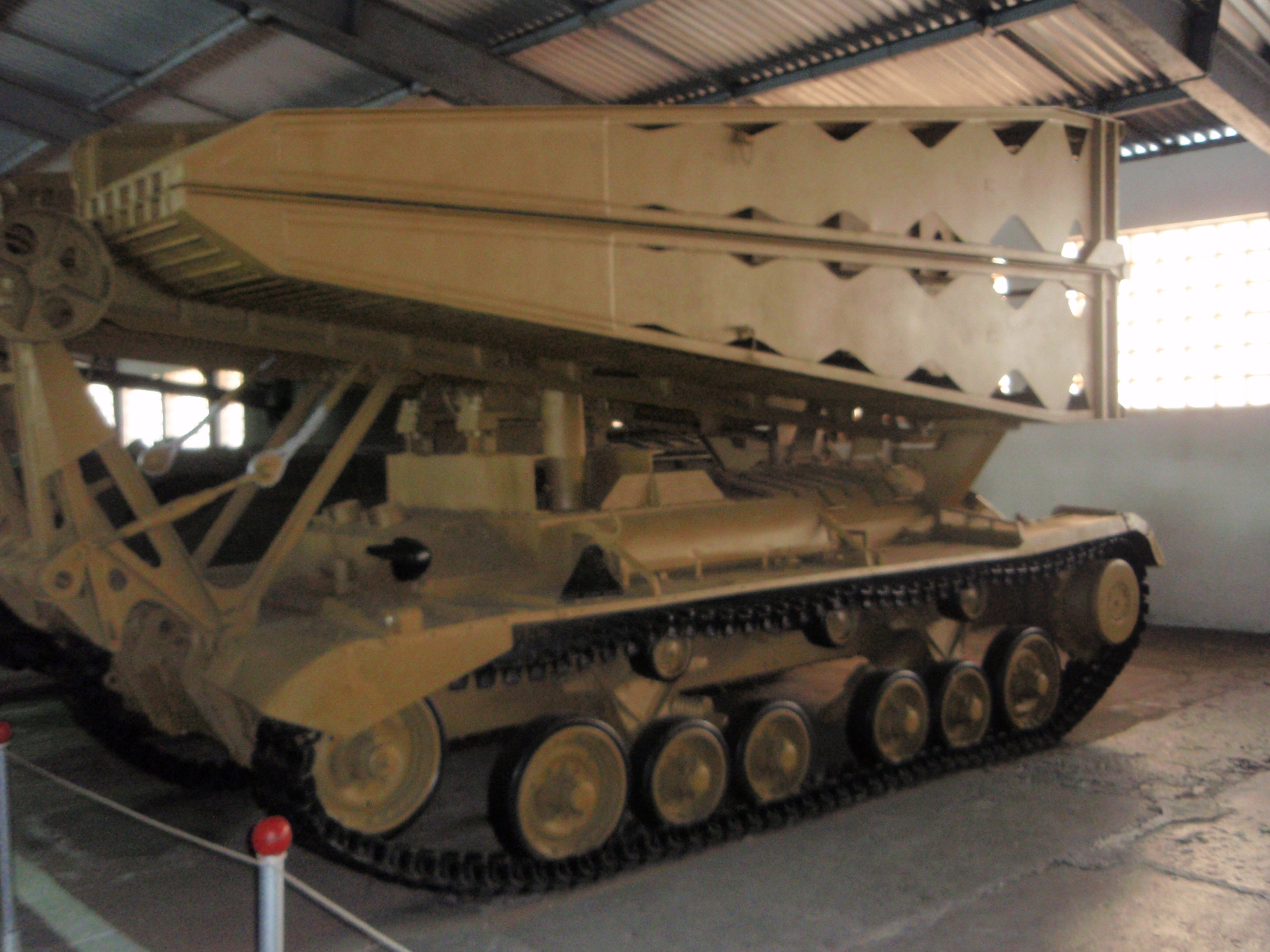
Мостоукладальники на шасі «Валентайна» в бронетанкового музеї в Кубинці

«Валентайн»-мостоукладальник (англ. Valentine Bridgelayer) був спеціалізованим варіантом «Валентайна», позбавленим башти та обладнаним 9-метровим мостом 30-тонної вантажопідйомності, який розкладався за схемою «ножиці». В 1942—1943 роках було вироблено 192 мостоукладальники на базі «Валентайна», які активно використовувалися в Італії, Північно-Західній Європі та Бірмі.
Ще один варіант мостоукладальника на базі «Валентайна» використовував іншу конструкцію — центральна секція моста фіксувалася на даху танка, який при цьому служив проміжною опорою, а дві розкладні апарелі мосту кріпилися шарнірно на кінцях центральної секції. Ця машина, відома як «Бармарк» (англ. Burmark), призначалася для використання в Південно-Східній Азії, але так і не вийшла з стадії прототипу.

#### Valentine Scorpion

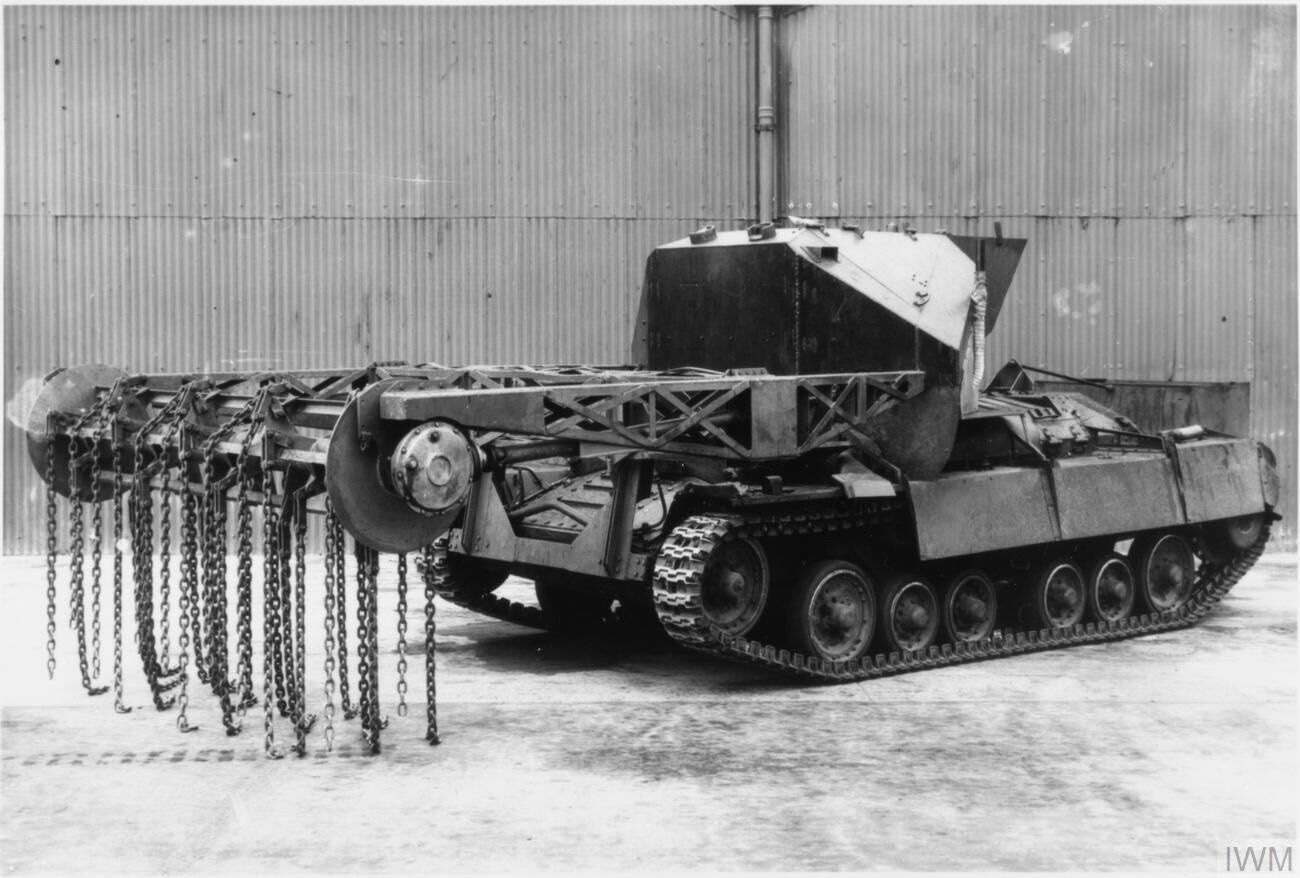
Мінний трал Valentine Scorpion

Valentine Scorpion («скорпіон») був єдиним що пішов в серію варіантом мінного трала на шасі «Валентайна». Башта танка, модифікації Mk II або Mk III, в цьому варіанті знімалася і замінювалося коробчатою конструкцією з двигуном «Форд» у ній, що приводить закріплений на рамі перед танком обертовий барабан з ланцюгами. При роботі трала ланцюги били по землі перед танком, викликаючи детонацію протитанкових мін. Крім цього, танк міг використовувати буксируваний трал моделі Centipede коткового типу, який був для детонації протипіхотних мін. Всього було випущено 150 тралів Valentine Scorpion, які не застосовувалися в бойових умовах, а використовувалися для підготовки екіпажів, які пізніше йшли в бій на тралах що використовували той же принцип Sherman Crab на базі танка M4 «Шерман».
Крім серійного Valentine Scorpion, на базі «Валентайна» випробовувалися також мінні трали інших типів. Серед них були як різні варіанти, які використовували традиційні коткові трали, так і незвичайні конструкції у вигляді протимінних «граблів».

#### Valentine DD
В 1943—1944 роках, за різними даними, від 595 до 625 «Валентайнів», в тому числі не менше 137 Mk V, 198 Mk IX і 260 Mk XI, були переобладнані в плаваючі танки за системою Duplex Drive (DD). «Валентайн» став першим танком, серійно обладнаний цією системою. Переобладнані машини активно використовувалися у навчально-тренувальних цілях, проте в бою вони практично не застосовувалися, за винятком епізодичного використання в Італії 1945 року.

### Прототипи

#### «Веліант»

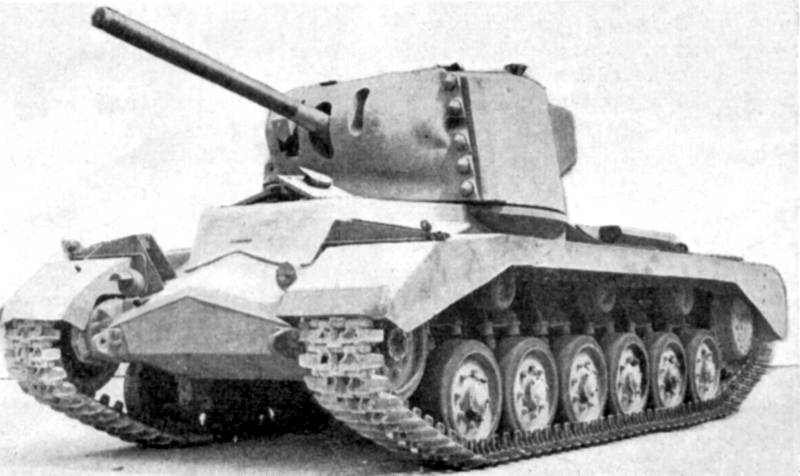
Піхотний танк A38 «Веліант»

Tank, Infantry, Valiant (A38) був спробою подальшого розвитку «Валентайна». новий танк відрізнявся від попередника значно більш потужним бронюванням (до 112 мм) та озброєнням, яке складалося з 57-мм гармати QF 6 pounder або 75-мм гармати QF 75 mm в тримісній башті. Всього до 1944 року було побудовано два прототипи, розрізнялися руховою установкою та ходовою частиною. 1944 року всі роботи з цьому проекту були припинені, у зв'язку з завершенням війни та успішним ходом робіт з більш сучасного танку «Центуріон».

#### S.P. 6 pdr
Розроблена на базі «Валентайна» протитанкова САУ з 57-мм гарматою QF 6 pounder, прикритою броньованими листами, розміщеним на місці башти. Був побудований один прототип, але в серію установка не пішла, оскільки у виробництво вже були запущені «Валентайни» Mk VIII, що мали таку ж гармату в башті.

#### Вогнеметні «Валентайни»

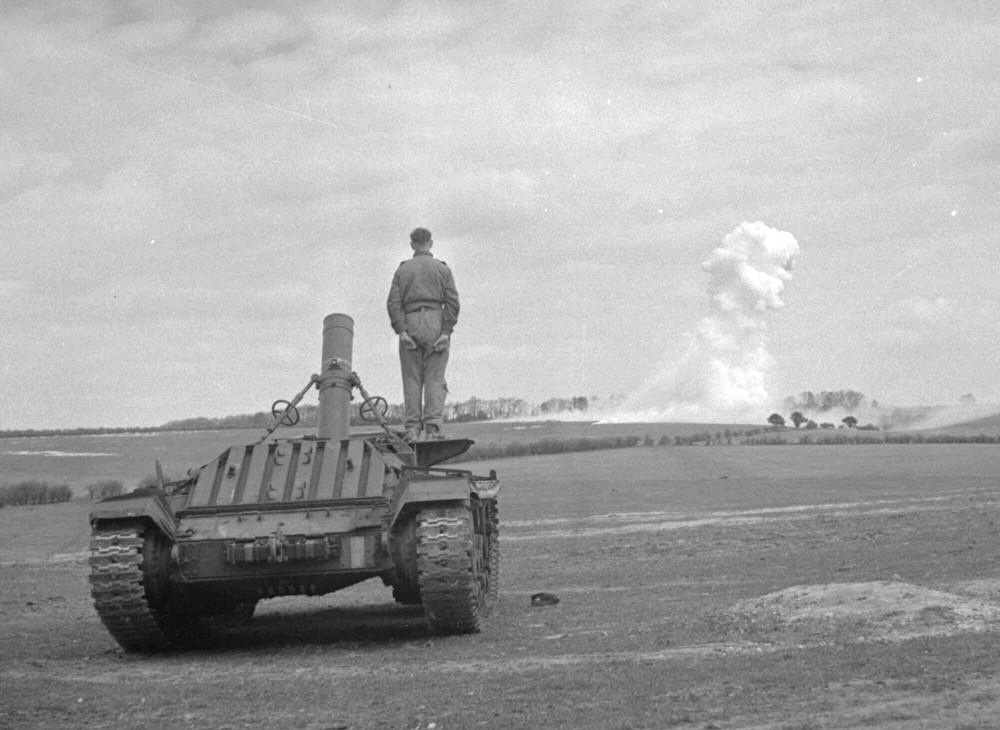
Експериментальний запальний міномет на шасі «Валентайна»

В 1941 р. на базі «Валентайна» були розроблені два експериментальних вогнеметних танка, що розрізнялися принципом дії вогнемета. Перший варіант використовував для метання вогнесуміші порохові заряди, тоді як другий — пневматичну систему, що використовувала азот. Вогнесуміш перевозилася поза танком, в причепі, і по шлангу подавалася в вогнемет, що знаходився в лобовому листі корпусу або поворотній башточці праворуч на даху відділення управління. За результатами проведених у 1942 р. випробувань більш відповідним був визнаний другий варіант, на основі якого пізніше була створена вогнеметна установка для вогнеметного танка «Черчілль Крокодайл» (англ. Churchill Crocodile) на базі танка «Черчілль».
Крім цього, в 1943—1945 роках був створений та випробуваний експериментальний самохідний запальний міномет на шасі «Валентайна». Міномет встановлювався в бойовому відділенні, башта і дах бойового відділення знімалися. Міномет, за різними даними, 201-мм або 248-мм калібру, стріляв фугасно-запальними снарядами, що містили 11,3 кг тринітротолуолу на відстань до 1800 м, ефективна дальність стрільби становила близько 350 м. У серію машина запущено не була.

#### Valentine CDL
Експериментальний прожекторний танк, обладнаний за системою CDL (англ. Canal Defence Light). Замість стандартної башти на нього встановлювалася нова, з розміщеною в ній потужною електродуговою лампою. За допомогою системи дзеркал випромінюване нею світло прямувало крізь вузьку вертикальну щілину в лобовому листі башти. Танки такого типу використовувалися насамперед для засліплення ворожих військ під час нічного бою. Valentine CDL в серійне виробництво запущений не був, але обладнані аналогічною системою танки «Матильда» і M3 «Грант» випускалися серійно та застосовувалися в бойових умовах.

«Валентайн» з мінним тралом AMRA (anti-mine-roller-attachement)
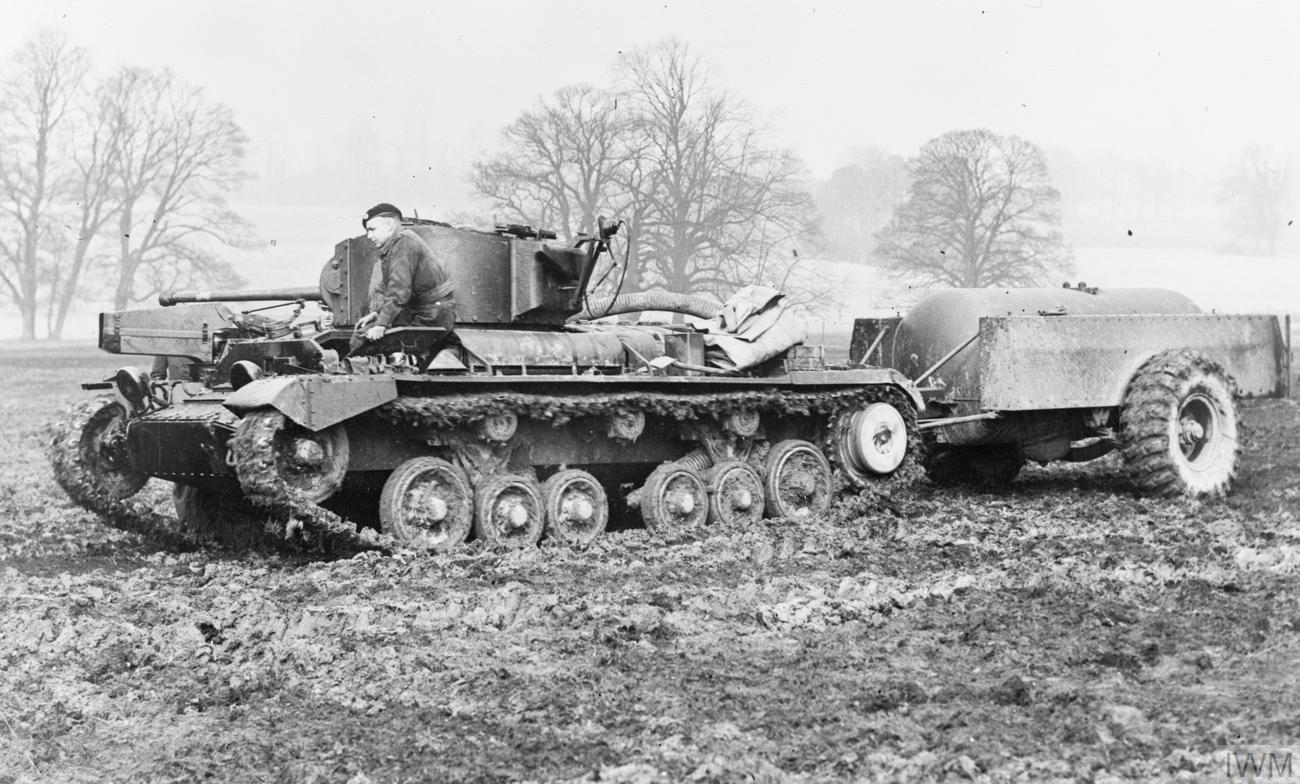
Перший варіант вогнеметного «Валентайна», що використав для метання вогнесуміші порохові заряди
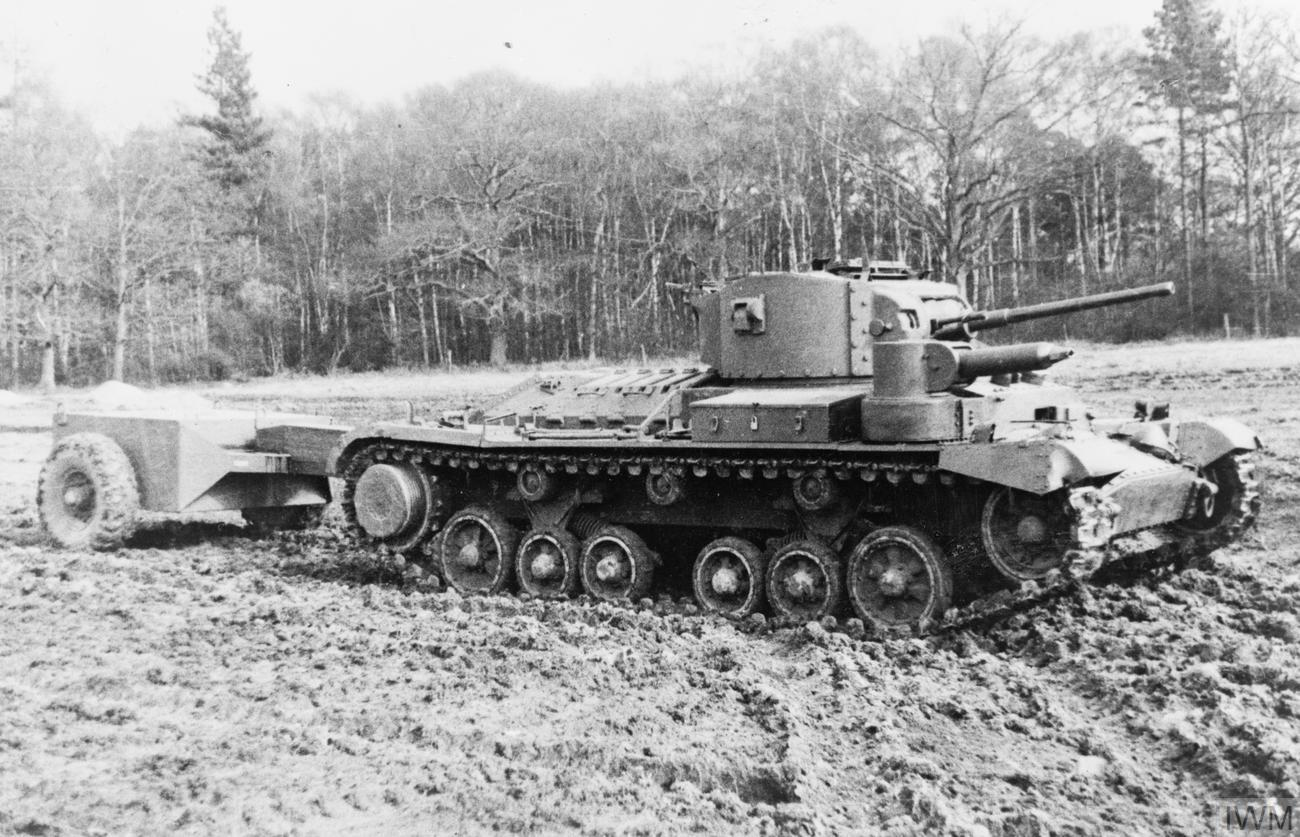
Другий варіант вогнеметного «Валентайна», для метання вогнесуміші використав пневматичну систему на азоті
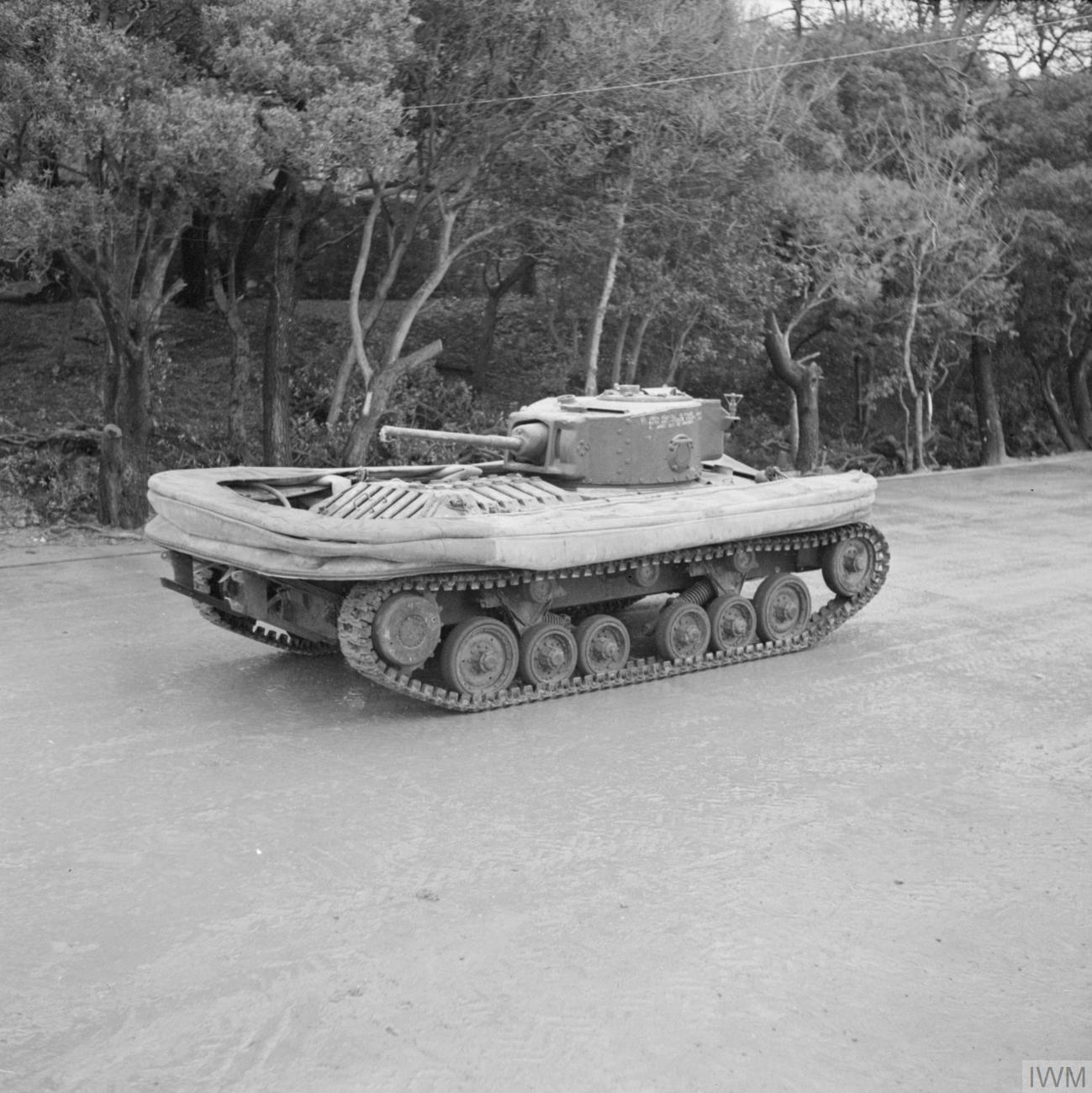
Valentine DD зі складеним кожухом

## Перебував на озброєнні

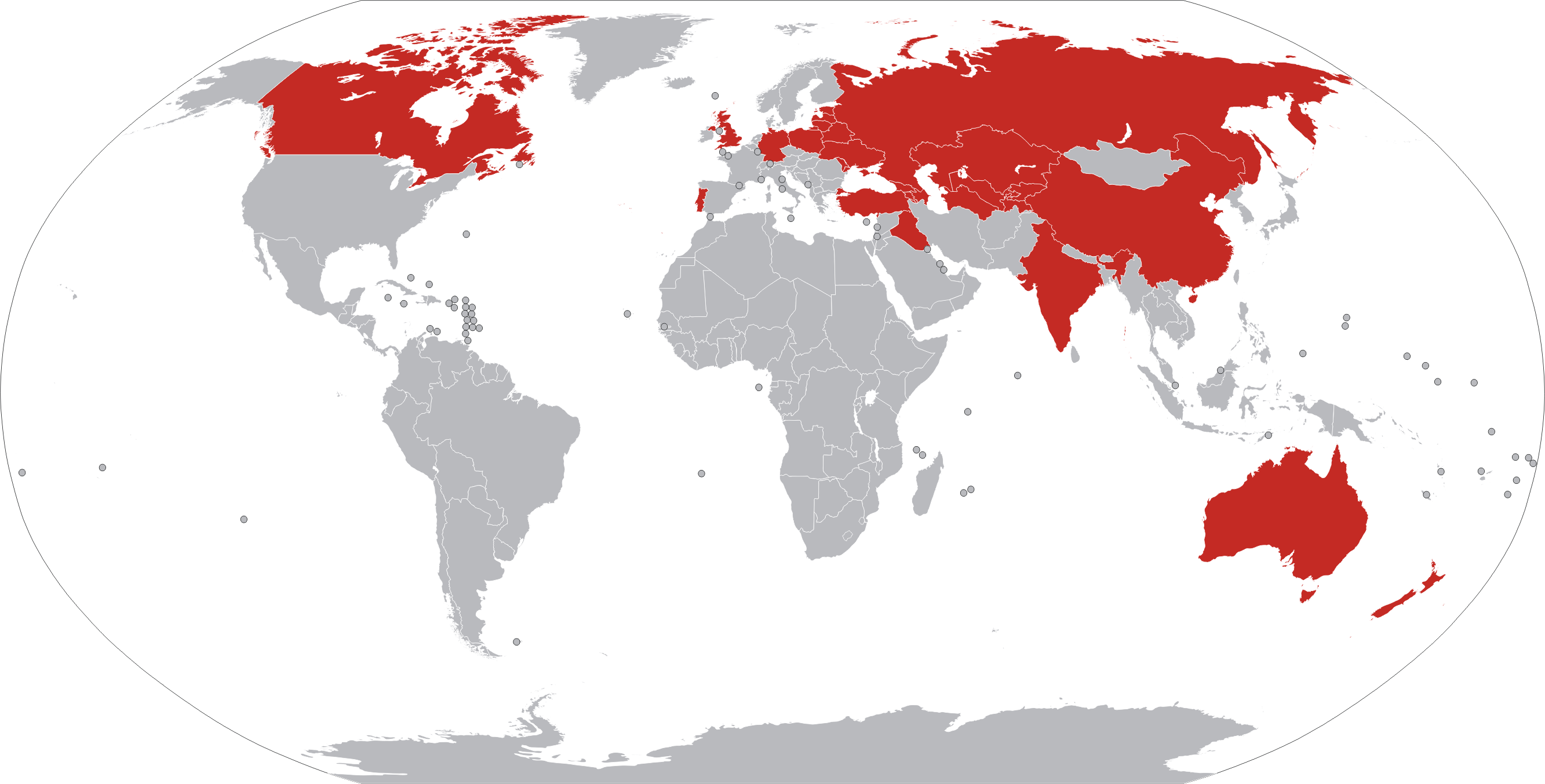
Країни, що використовували «Валентайн»

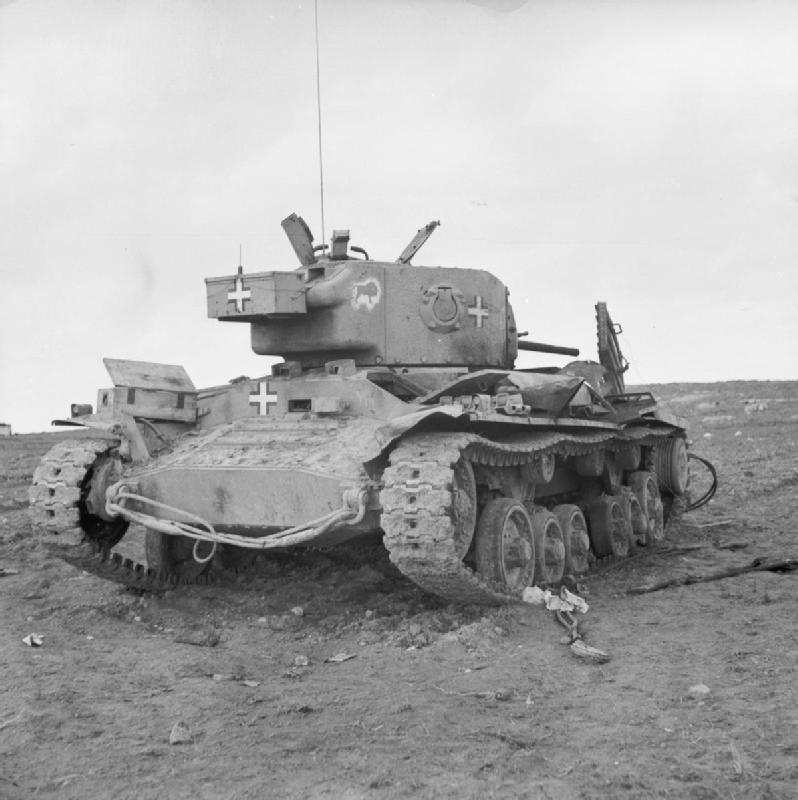
«Валентайн», що використовувався німецькими військами

- Велика Британія.
- Канада — 32 танки; всі інші відправлені до СРСР[9].
- СРСР — 3332 танка[9].
- Нова Зеландія[11].
- Австралія[30].
- Британська Індія[31].
- Туреччина — деяку кількість, в межах 150—200 танків, переданих Великою Британією в 1942—1943 і 1945 роках[32].
- Франція — 53 танка, переданих Великою Британією військам «Вільної Франції» у 1943 р.[33].
- Португалія — 36 «Валентайнів» Mk II, переданих Великою Британією в 1942—1944 роках[34].
- Ірак — 20 «Валентайнів» Mk V, переданих Великою Британією 1945 року[35].
- Польща — деяке число переданих Великою Британією в роки війни танків[36].
- Третій Рейх — як мінімум один захоплений танк.
- Республіка Китай[37].

## Бойове застосування

### Північна Африка

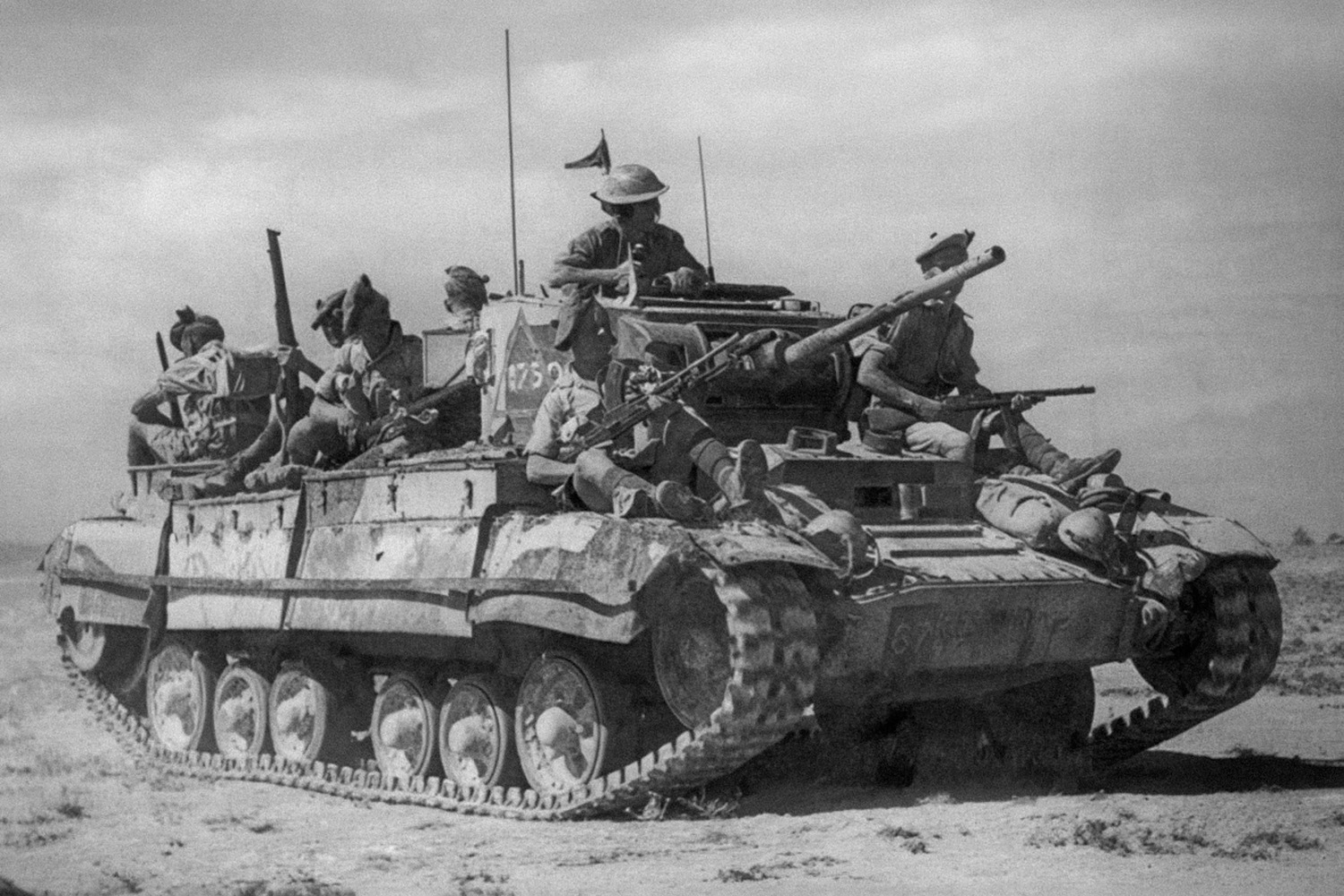
«Валентайн» у Північній Африці, що перевозить піхоту

Перші «Валентайни» почали надходити в бойові частини ще восени 1940 р. Першим з'єднанням що отримав нові танки, стала сформована у Великій Британії 1-я польська танкова дивізія, до початку 1941 р. «Валентайни» надійшли також на озброєння 6-ї і 11-ї британські танкові дивізії. До жовтня 1941 «Валентайни» отримала також 8-ма британська танкова дивізія, до того часу в частинах налічувалося вже близько 900 машин цього типу. Хоча «Валентайн» створювався як піхотний танк, в той час виробництво крейсерських танків не справлялося із запитами армії, тому «Валентайни» часто використовувалися в їх ролі.
У складі 8-ї танкової дивізії, яка входила в той час до складу 8-ї англійської армії, а також 1-ї армійської танкової бригади тієї ж армії, «Валентайни» вперше вступили в бій у ході операції «Хрестоносець» в листопаді 1941 р. Крім того, ще 10 «Валентайнів» було на складі 32-ї армійської танкової бригади, що знаходилася в обложеному Тобруці. Спочатку, танк був достатньо добре прийнятий військами. Незважаючи на те, що він дещо поступався «Матильді» з бронювання, «Валентайн» був значно надійніший та маневрений. У порівнянні ж з крейсерськими танками, такими як «Крусейдер», що становили в той час більшість британських танкових сил в Північній Африці, «Валентайн» значно перевершував їх у бронюванні, яке в той час ще забезпечувало надійний захист проти більшості німецьких танкових та протитанкових гармат. Його 40-мм гармата QF 2 pounder вже в ті часи вважалася відверто слабкою (хоча все ще цілком здатною вражати броню тодішніх німецьких та італійських танків), значним недоліком також була відсутність в її боєкомплекті осколкових снарядів, але вибору у британців не було, оскільки QF 2 pounder була ще й єдиною доступною їм у той час протитанковою гарматою.

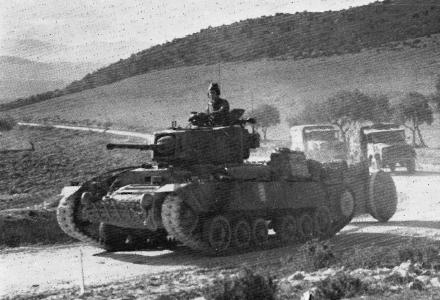
«Валентайн» Mk III. Туніс, січень 1943. Траки, навішені на нижній лобовий лист, призначені для додаткового захисту танка

До часу битви при Ель-Газаль в травні — червні 1942 р., число «Валентайнів» у частинах значно побільшало і вони в значній мірі змінили ненадійні «Матильди». Однак до того часу, у зв'язку зі збільшенням бронюванням німецьких танків, став критичним один з основних недоліків «Валентайна» — слабке озброєння. З появою ж нових модифікацій танків PzKpfw III і особливо PzKpfw IV з довгоствольними, відповідно, 50-мм і 75-мм гарматами, «Валентайн» почав втрачати свою основну перевагу — надійне бронювання. Перша битва при Ель-Аламейні в липні 1942 року стала останньою великою операцією 8-ї армії, в якій в помітних кількостях використовувалися «Валентайни». На початок осені 1942 року стали в достатніх кількостях доступні американські танки M3 «Грант» і M4 «Шерман», озброєні 75-мм гарматами, яким стали віддавати явну перевагу і до початку 1943 р. «Валентайнів» у складі 8-ї армії майже не залишилося.
«Валентайни», поряд з «Крусейдерами», також були в той час у складі 6-ї танкової дивізії, що входила до складу 1-ї армії, висадилася в Марокко та Алжирі в листопаді 1942 року. Дивізія брала активну участь у боях аж до капітуляції німецьких військ в Тунісі, зокрема, зазначено використання «Валентайнів» в важких боях на перевалі Кассерін в березні 1943 р.. Майже всі що брали участь в Північно-африканській кампанії «Валентайни» були озброєні 40-мм гарматами, лише небагато озброєних 57-мм гарматами танків надійшло у війська до часу Туніської кампанії.
Як мінімум один «Валентайн» під час Північно-Африканської кампанії був захоплений німцями, в листопаді 1942 року, і використовувався ними до знищення танка 24 лютого 1943 року. За німецької системи позначень трофейної бронетехніки, «Валентайн» носив позначення Infanterie Panzerkampfwagen Mk II 748 (e) . Цікаво, що в німецькою мовою в той час «Валентайни» відносилися до жіночого роду (нім. Valentine — «Валентина»).
Крім Північно-Африканської кампанії, небагато «Валентайнів» використовувалося в битві за Мадагаскар під час висадки британських військ на острів у травні 1942 р..

### Тихоокеанський театр військових дій
З жовтня 1942 р. «Валентайн» був озброєний 146-й полк Королівського танкового корпусу, який бився в Бірмі з японськими військами. На озброєнні цієї частини «Валентайни» продовжували, незважаючи на надходження більш сучасної техніки, залишатися аж до травня 1945 року, хоча у великомасштабному наступі британських військ наприкінці 1944 р. — початку 1945 року вони участі вже не брали.
Крім цього, «Валентайн» модифікації Mk III був озброєний Спеціальний танковий ескадрон, який входив до складу 3-ї новозеландської дивізії. Представляє інтерес переробка, якої зазнала частина цих машин. Справа в тому, що на відміну від більшості британських танків того часу, «Валентайн» не мав версії «ближньої підтримки» (англ. CS, Close Support), озброєної 76-мм або 94-мм гаубицею замість гармати. під час Північно-Африканській кампанії цей недолік заповнювали «Матильди CS», однак у Спеціальному танковому ескадроні інших танків, крім «Валентайнів» не було. Щоб виправити це, 9 «Валентайнів» з його складу були переозброєні 76-мм гаубицями, знятими з «Матильд CS». Була також відповідно перероблена укладка для боєкомплекту, яка тепер вміщала 21 осколково-фугасних і 14 димових снарядів. Ці танки стали єдиними побудованими «Валентайнами» «ближньої підтримки». У бій, втім, Спеціальний танковий ескадрон вступив лише одного разу, під час висадки на Зелений острів у лютому 1944 р..

### Північно-Західна Європа
До часу висадки військ Союзників у Нормандії, «Валентайни» були переведені в розряд застарілих, у зв'язку з появою у великих кількостях танків що постачалися з США танків M4 «Шерман» та британських «Кавалер», "Сентор"і"Кромвель". У зв'язку з цим, «Валентайни» були виведені з першої лінії танкових частин, проте часто застосовувалися, зазвичай зі знятими та заміненими муляжами гарматами, в ролі пересувних командирських та спостережних пунктів. Також, як і з іншими застарілими британськими танками, робилися спроби використання шасі «Валентайна» для створення спеціалізованих машин, таких як мінні трали, прожекторні танки та інші, але в масове виробництво надійшли лише три з них — мостоукладальник Valentine Bridgelayer, мінний трал Valentine Scorpion та обладнаний системою для плавання Duplex Drive Valentine DD.

### Німецько-радянська війна
| Прийом танків «Валентайн» за даними приймальних комісій ГБТУ |        |
| Рік                                                          | Прийом |
| 1941                                                         | 216    |
| 1942                                                         | 959    |
| 1943                                                         | 1776   |
| 1944                                                         | 381    |
| Усього                                                       | 3332   |

СРСР став єдиною країною, куди «Валентайни» поставлялися за програмою ленд-лізу. В СРСР було відправлено 3782 танка, або 46 % всіх випущених «Валентайнів», у тому числі майже всі вироблені в Канаді машини. До місця призначення дійшло 3332 з них, решта ж 450 машин пішли на дно разом з транспортами, що перевозили їх. У СРСР поставлялися «Валентайни» семи модифікацій — Mk II, Mk III, Mk IV, Mk V, Mk VII, Mk IX і Mk X. Найбільш масовими з них сталиMk IV, Mk VII і Mk IX, причому з числа останніх в СРСР поставлялися озброєних гарматою QF 6 pounder Mk V з довжиною ствола 50 калібрів машини, у той час як у Великій Британії залишалися машини з більш слабкими гарматами QF 6 pounder Mk III з довжиною ствола 43 калібри. «Валентайни» модифікацій Mk IX і Mk X продовжували запитуватися радянською стороною для поставок по ленд-лізу майже до самого кінця війни. Багато в чому завдяки цьому «Валентайни», що вважалися у Великої Британії застарілими та майже не використовувалися вже до середини 1943 р., залишалися у виробництві до квітня 1944 року, або за деякими даними, навіть до початку 1945 р..

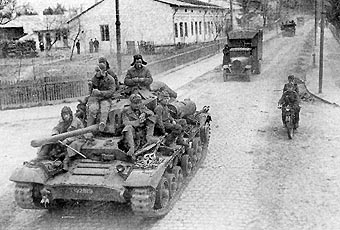
«Валентайн» Mk IX, в колоні техніки РСЧА, 1942—1943

 в РСЧА «Валентайни» називалися найчастіше «MK.III» або «MK. 3», іноді за назвою — «Валентайн» або, рідше, «Валентин» (У мемуарах фронтовиків також зустрічається викривлене назва танка «Валя-Таня»). Окремі модифікації в назвах виділялися нечасто та позначалися зазвичай у вигляді «Валентайн VII». Крім лінійних танків, в 1944 р. в СРСР було поставлено також 25 мостоукладальників Valentine Bridgelayer, які отримали назву «MK.IIIM».

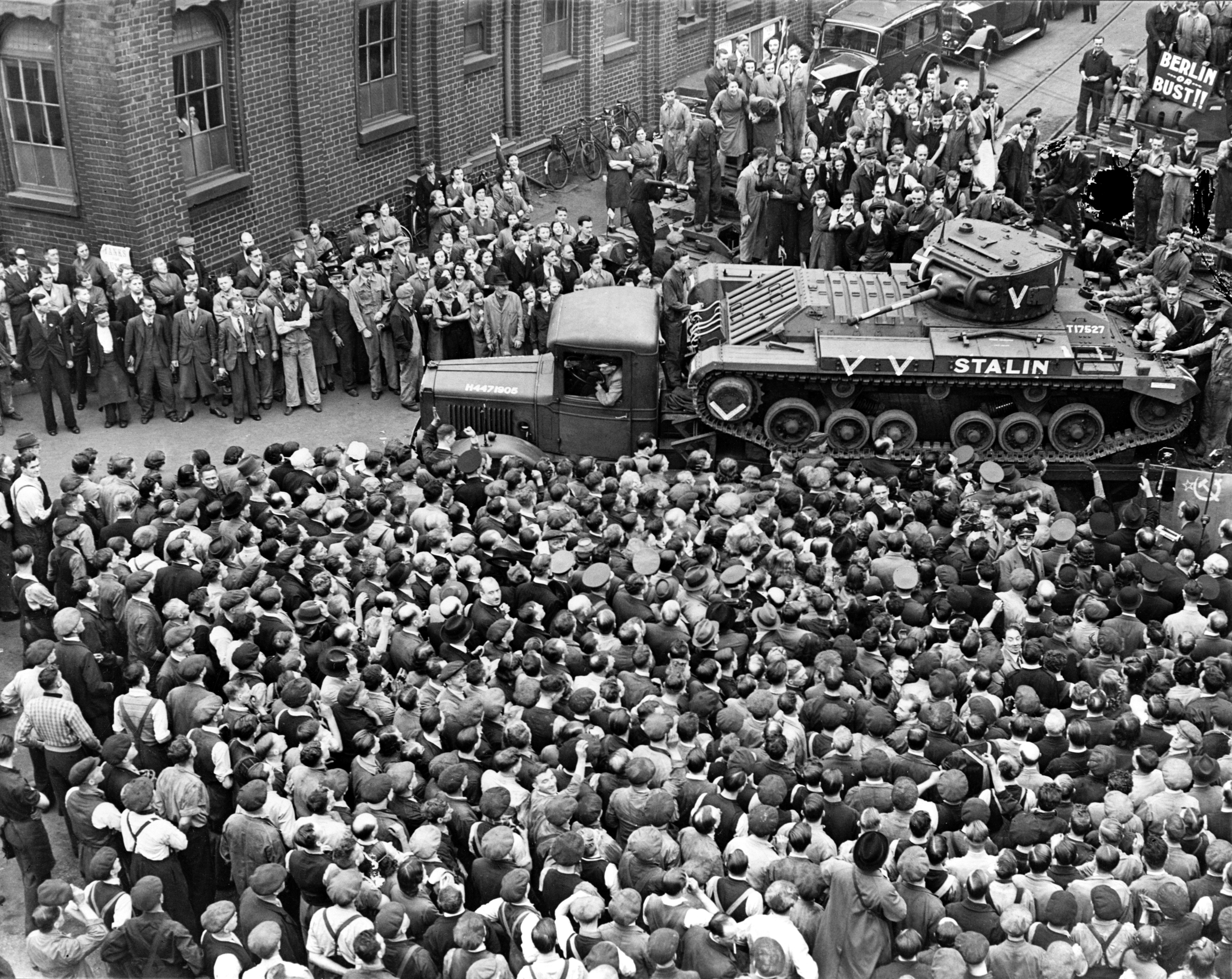
«Валентайн» «Сталін» йде в СРСР за програмою ленд-лізу

Перші «Валентайни» надійшли у війська в листопаді 1941 р., спочатку в незначних кількостях порівняно з 216 прибулими в СРСР до того часу машинами. Першою частиною, що отримала нові машини, став 136-й окремий танковий батальйон, який брав участь в обороні Москви на Можайському напрямку. Дев'ять «Валентайнів» батальйон отримав 10 листопада, а вже 1 грудня батальйон був повністю сформований, тому навчання танкістам довелося проходити вже на фронті. за документами німецької сторони, втім, перше їх зіткнення з «Валентайн» в бою на Східному фронті сталося ще 25 листопада, раніше, ніж з британськими машинами в Північній Африці. Незабаром нову техніку отримали й інші частини, на 1 січня 1942 року, «Валентайни» були також в складі 146-ї (4 одиниці), 23-ї (5 одиниць) і 20-ї (2 одиниці) танкових бригад, а також 112-ї танкової дивізії (6 одиниць), що діяли на Західному фронті. Також у своєму складі «Валентайни» билися на Північно-Західному фронті у 171-й окремому танковому батальйоні (9 одиниць).
У РККА «Валентайни» отримали різні оцінки. Командування достатньо високо оцінювало «Валентайни» через тактико-технічних характеристик і в серпні 1942 року навіть направило запит на збільшення поставок їх в СРСР. Екіпажі, особливо спочатку, в більшості своїй не любили «Валентайни».
Як і решта британська техніка, вони були складні в експлуатації і в руках недосвідчених екіпажів, до яких вони зазвичай потрапляли на початковому етапі війни, часто виходили з ладу. Крім того «Валентайни» виявилися зовсім не пристосовані до кліматичних умов фронтів радянсько-німецької війни. У подальшому, однак, з накопиченням досвіду поводження з іноземною бронетехнікою, ці проблеми були успішно подолані. Нарікання викликало також слабке озброєння «Валентайна». Його 40-мм гармата вже до 1942 року встигла застаріти в ролі протитанкової та поступалася за потужністю всім радянським танковим гарматам, до того ж осколкових снарядів до неї не було. Щоб виправити це, було вирішено в швидкі терміни переозброїти танки вітчизняною артсистемою. Вже в грудні 1941 року, всього за два тижні, на заводі № 92 в Горькому один «Валентайн» був у дослідному порядку переозброєний радянською 45-мм гарматою та 7,62-мм кулеметом ДТ. Новий танк отримав заводське позначення ЗІС-95 і був наприкінці того ж місяця відправлений в Москву, але до серійного виробництва справа так і не дійшла. Проблема з відсутністю осколкових снарядів була, втім, успішно вирішена шляхом запуску у виробництво з другої половини 1942 року осколкових зарядів власної розробки.
За 1942 рік число «Валентайнів» у частинах значно зросла. Особливо багато танків цього типу брало участь в битві за Кавказ в 1942—1943 роках, що пояснювалося близькістю цього театру військових дій до Іранського каналу поставок техніки та озброєння. До того часу була знайдена ефективна тактика використання іноземних танків спільно з радянськими. Танки йшли в наступ ешелонами, в першому — найбільш важко броньовані КВ та «Матильда CS», у другому — Т-34, а в третьому — «Валентайни» і Т-70. У частинах «Валентайни» нерідко піддавалися переробкам з метою пристосування танка до місцевих особливостей експлуатації, переважно з метою підвищення прохідності, наприклад, шляхом приварки до гусениць сталевих пластин з метою збільшення їх площі.
«Валентайни» використовувалися практично вздовж всього радянсько-німецького фронту, від найпівденніших ділянок, до найпівнічніших. Зокрема, наголошується використання танків цього типу на Західному та Калінінському фронтах, в Прибалтиці, Білорусі (у складі 5-ї гвардійської танкової армії брали участь в операції «Багратіон»), в Україні (у тому числі в Криму), в Молдавії, Румунії, Угорщині та Німеччині. «Валентайни» брали участь і в Курській битві — так, у складі 201 танкової бригади (7-ма гвардійська армія Воронезького фронту) на 4 Липень 1943 було 18 «Матильд», 31 «Валентайн» і 3 Т-34, деяка кількість Mk III була і на Центральному фронті. Особливо «Валентайн», за його маневреність, цінували кавалерійські частини, до кінця війни вони, поряд з Т-34, залишалися основними танками кавалерійських корпусів.
Останнє застосування «Валентайнів» в РСЧА відбулося вже на Далекому Сході під час наступу радянських військ в Маньчжурії. У складі 267-го танкового полку та кінно-механізованої групи 2-го Далекосхідного фронту знаходилося по 41 і 40 «Валентайнів», відповідно, крім того, до складу 1-го Далекосхідного фронту входили дві роти мостоукладальників, що складалися з 10 Valentine-Bridgelayer в кожній.

### Післявоєнне використання
«Валентайни» у Великої Британії та більшості країн Співдружності, що їх використовували, із закінченням війни були зняті з озброєння та пущені на злам, проте в Новій Зеландії вони залишалися на озброєнні аж до 1955 р..
Поставлені СРСР «Валентайни», що перебували в справному стані, із закінченням війни, за умовами ленд-лізу, мали бути повернуті британській стороні, у разі її зацікавленості в цьому. Однак більша частина «Валентайнів», як і іншої поставленої за програмою ленд-лізу техніки, була представлена радянською стороною як брухт та знищена, а невелика частина була передана Народно-визвольній армії Китаю, яка використовувала їх у Громадянській війні в Китаї в 1946—1949 роках.

## Оцінка машини
Через порівняно недовгий та невеликий за масштабами експлуатації «Валентайна» час в британській армії, докладні оцінки танка в зарубіжній літературі достатньо рідкісні. Британськими танкістами відзначалася чудова надійність рухової установки та танка в цілому, особливо порівняно з іншими британськими машинами того періоду. Нарікання викликали тіснота бойового відділення, погані умови роботи водія, двомісна (на більшості машин) башта та недостатньо потужна 40-мм гармата, до якої до того ж не було осколкових снарядів.
Значно довше та активніше «Валентайн» експлуатувався в СРСР. Підбиваючи підсумки п'ятирічного використання «Валентайна» в лавах Червоної армії, у статті «Аналіз розвитку зарубіжної танкової техніки за роки війни та перспективи подальшого вдосконалення», опублікованій 1945 року генерал-майором інженерно-танкової служби, доктором технічних наук Н. І. Груздева, «Валентайн» заслужив таку оцінку:

Mk III, як піхотний (або, дотримуючись вагової класифікації, — легкий), танк, безумовно, має найбільш щільну загальну компоновку та серед цього типу танків є, безперечно, найбільш вдалим, хоча винос гальмівних барабанів поза корпус, безумовно, неправильний. Дослід з танком Mk III припиняє дискусію про можливість доцільного використання автомобільних агрегатів для танкобудування.
Броньова перегородка між моторним та бойовим відділенням істотно зменшує втрати екіпажу при пожежі та зберігає моторно-трансмісійну групу при вибуху снарядів. Прилади спостереження прості та ефективні. Наявність зрівнювачів у Mk III і сервомеханізмів, незважаючи на невисоку питому потужність, дозволяє забезпечувати задовільну середню швидкість танка порядку 13—17 км/год.
Характерним для англійських танків Mk II, Mk III і Mk IV є перевага, що віддається броні; швидкість та озброєння виходять як би другорядними; безсумнівно, що якщо це терпимо в Mk III, то в інших танках така диспропорція є явним та неприпустимим мінусом.
Слід зазначити надійно працюючий дизель GMC.
З усіх існуючих легких танків танк Mk III є найбільш вдалим. Можна сказати, що в умовах 1940—1943 рр. саме англійці створили тип піхотного танка.

### Конструкція та потенціал розвитку
«Валентайн» загалом був достатньо типовим продуктом британської школи танкобудування свого часу. З іншого боку, граничне утиснення габаритів було для британських машин нехарактерним, хоча в цьому випадку та вимушеним, кроком. Незважаючи на очевидні переваги у вигляді меншої помітності машини на полі бою, це спричинило за собою тісноту бойового відділення. До того ж, намагаючись зменшити загальну висоту машини, конструктори фірми «Віккерс» пішли навіть на відмову від командирської башточки, що складно віднести до вдалих рішень.
Спочатку закладені в конструкцію «Валентайна» вимоги визначили і можливості для його подальшого розвитку. Основними факторами, що обмежують його були підвіска, спочатку розрахована на 13-тонний A9 та навіть на ранніх «Валентайнах» працювала з перевантаженням, а також гранично стиснута компоновка, ускладнювали внесення серйозних змін. Незважаючи на це, під час війни озброєння «Валентайна» було значно посилено, хоча ціною за це стало ослаблення бортової броні. Однак у такому вигляді «Валентайн» навіть за рівнем лобового бронювання вже не відповідав зрослим вимогам до піхотного танку по захищеності, а вичерпаний запас маси не дозволяв його посилити.
Ряд особливостей конструкції «Валентайна» підвищував живучість машини та виживання екіпажу в разі її підбиття. Так, незважаючи на щільну компоновку, паливні баки розташовувалися в моторному відділенні, поза населеним місцем танка. У поєднанні з дизельним двигуном, що застосовувалися на більшості «Валентайнів», це зменшувало пожежонебезпеку та значно підвищувало виживання екіпажів у разі, якщо пожежа все ж таки виникала. Броньова протипожежна перегородка між моторним та бойовим відділеннями додатково захищала екіпаж, а в разі вибуху боєкомплекту — захищала моторно-трансмісійну групу, підвищуючи шанси на подальше відновлення танка. Втім, ймовірність вибуху боєкомплекту була також знижена, за рахунок розміщення його цілком на підлозі бойового відділення, де шанси на потрапляння в нього ворожого снаряда були значно менші. Заднє розташування трансмісійного відділення також підвищувало живучість танка, знижуючи ймовірність попадання в нього, але винос гальмівних барабанів за межі корпусу, безумовно був мінусом. Підвіска «Валентайна», незважаючи на хороші м'якість та плавність ходу, також знижувала живучість машини, оскільки при виході з ладу будь-якого з опорних котків, танк продовжувати рух вже не міг. Відчутним недоліком «Валентайна», пов'язаним як з ужаттям корпусу, так і з розташуванням боєкомплекту, був малий боєзапас — всього 60 40-мм або 44—46 57-мм або 75-мм пострілів (для танків того часу, озброєних 37 — 40-мм гарматами, він зазвичай становив близько 100—170 пострілів, для танків з 50 — 76-мм гарматами — близько 60—100 пострілів).

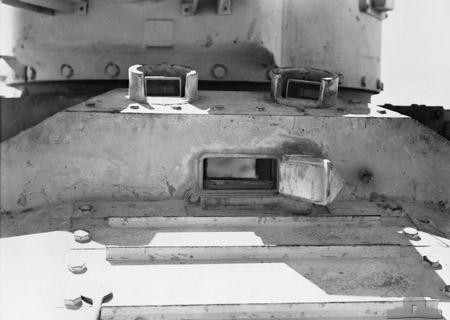
Навіть у небойових умовах цей крихітний люк був найкращим доступним водієві «Валентайна» засобом спостереження

Оригінальний метод збірки корпусу «Валентайна» мав як свої переваги, так і недоліки. До безумовних переваг можна віднести звільнення танка від ваги каркаса та займаного ним внутрішнього об'єму, що було особливо важливо для ужаття «Валентайна». Ще одним специфічним гідністю була велика безпека такого корпусу для екіпажу. Клепані корпуси традиційної конструкції мали дуже серйозний недолік — при снарядному, а часом навіть при кульовому обстрілі, заклепки часто відскакували всередину корпусу, стаючи небезпечними вражаючими елементами. Через специфічне розташування заклепок та болтів у деталях корпусу «Валентайна», вони багато в чому були позбавлені цієї можливості. Основним же недоліком такого методу є його низька технологічність. Деталі корпусу вимагали спеціальної високоточної обробки, з допусками при підгонці їх один до одного не більше 0,25 мм. Крім цього, можна відзначити порівняно складну форму корпусу танка, особливо в районі даху моторного та трансмісійного відділення, що також не сприяло простоті виготовлення.
Умови роботи екіпажу «Валентайна» не відрізнялися комфортом. Вжате компонування призвело до тісноти бойового відділення, ще більш посилившись на машинах з тримісною баштою або посиленим озброєнням, адже зовнішні розміри башти при цьому майже не змінилися. Втім, в РСЧА тіснота бойового відділення нарікань з боку екіпажів не викликала, оскільки у радянських танків, наприклад, у Т-34, воно було ще тісніше. Ще гірше доводилося механіку-водію. Його робоче місце мало невдалу конструкцію — навіть у небойових умовах, найкращим засобом спостереження для нього залишався достатньо невеликих розмірів оглядовий люк у лобовій частині корпусу. При цьому використовувати люки посадки-висадки для спостереження водій можливості не мав, оскільки вони перебували на даху по боках від його робочого місця. У поєднанні з великими зусиллями, які йому було необхідно докладати до механізмів управління, все це робило роботу механіка-водія «Валентайна» дуже важким заняттям. З іншого боку, той же Т-34 з точки зору зручності роботи механіка-водія був ще гірший — зокрема, перемикання передач на ньому було настільки важким, що механіки-водії воліли постійно вести танк на одній другій передачі.

### Технологічність та надійність
«Валентайн» спочатку створювався як простий, надійний та дешевий у виробництві танк. Вартість його виробництва була на 20 %, а трудомісткість виготовлення — на 30 % нижче, ніж «Матильди». Значно підвищували надійність танка застосування двигуна та трансмісії від комерційного автомобіля, а також відпрацьована на крейсерських танках конструкція підвіски. У початковий період війни «Валентайн» належав до числа найбільш надійних британських танків. Тим не менше, ряд рішень, зокрема, конструкція корпусу та підвіски, утруднювали та здорожували виробництво.
Часті нарікання на адресу надійності «Валентайна», що супроводжували його (як, втім, і всі інші західні танки) спочатку під час використання в РСЧА, були багато в чому викликані неправильною експлуатацією. «Валентайн» був розрахований на вищу культуру експлуатації, ніж радянські танки, і спроби поводитися з ним так само, як з вітчизняною технікою, приводили до частих поломок. У РККА також зазначалося, що «Валентайни» канадського виробництва були надійніше британських та відрізнялися більш проробленою конструкцією.

### Оцінка бойового застосування
Безперечна цінність «Валентайна» полягала в тому, що він був дешевим, надійним та цілком боєздатним танком, доступним саме тоді, коли це було більш за все необхідно. Після поразки своїх військ у Франції в 1940 р., Велика Британія, залишилася з парком в переважній більшості своєму застарілих або малопридатних до бою танків, була змушена спішно відновлювати свої бронетанкові війська. Саме в цей час «Валентайн» зумів найяскравіше проявити себе. Незважаючи на те, що його бойова служба в першій лінії танкових частин виявилася недовгою і в ній взяло участь порівняно небагато від випущених машин, «Валентайн» зіграв значну роль у зміцненні британських танкових військ в критичний для них момент. З осені 1940 року і практично до самого кінця війни, «Валентайни» використовувалися для підготовки танкових екіпажів, як у лінійному варіанті, так і в спеціалізованих, наприклад, Valentine DD.
Ранні модифікації «Валентайна», як і майже всі інші британські танки початкового періоду війни, були озброєні 40-мм гарматою QF 2 pounder. Хоча його слабкість вже тоді була очевидна навіть самим британцям, QF 2 pounder була найкращою доступною їм у той час протитанковою гарматою. Тим не менш, вона могла без проблем вражати лобову броню німецьких легких танків та ранніх модифікацій середніх PzKpfw III і PzKpfw IV. Броню ж легких та середніх італійських, а також японських танків вона пробивала до самого кінця війни. Але поява нових модифікацій PzKpfw III і PzKpfw IV з посиленим до 50—60 мм лобовим бронюванням, QF 2 pounder пробивала лише на гранично близьких дистанціях, що різко знизило її ефективність. А 80-мм лобова броня пізніх модифікацій PzKpfw IV виявилася для неї і зовсім невразлива. «Валентайну» доводилося шукати можливості для ураження більш тонкої бортової броні противника, в той час як німецькі танки, завдяки більш потужним та далекобійним гарматам, могли вражати «Валентайни» з дальніх дистанцій, залишаючись поза досяжністю їх гармат. З появою ж важких німецьких танків, QF 2 pounder застаріла остаточно, оскільки ті виявилися для неї практично невразливі. Неефективна 40-мм гармата була і для задач підтримки піхоти. Спочатку осколкових снарядів до неї не було зовсім, але навіть з'явившись 1942 року, 40-мм снаряди відрізнялися низькою ефективністю через дуже малий заряд вибухової сполуки.
Установка 57-мм гармати QF 6 pounder значно розширила протитанкові можливості «Валентайна», дозволивши йому вражати на дистанціях менше 500 м навіть лобову броню німецьких середніх танків, хоча PzKpfw IV і зберігали значну перевагу в далекобійності гармати. На додачу, 57-мм гармата могла пробити хоча б бортове бронювання важких танків противника на близьких дистанціях, нехай в цьому випадку її можливості перебували вже на межі, особливо для гармат модифікації Mk III з більш коротким стволом. Крім цього, QF 6 pounder в значній мірі зберігала недолік своєї попередниці — відсутність, на початковому етапі, осколкових снарядів до неї і недостатню їх потужність, що було особливо важливо для танка підтримки піхоти. Ця проблема був вирішена шляхом установки на танк 75-мм гармати OQF 75 mm, що мала дуже ефективний для свого калібру осколково-фугасний снаряд, але озброєні цією гарматою «Валентайни» Mk XI в бою майже не використовувалися.
Основною перевагою «Валентайна» в бою було потужне бронювання. На 1940 рік 60 — 65-мм вертикальна броня, яка захищала його з усіх сторін (за винятком верхнього кормового листа) вважалася вкрай потужною, особливо з урахуванням вагової категорії «Валентайна». До 1941 року, коли «Валентайни» вступили в бій, вона все ще забезпечувала надійний захист від більшості танкових та протитанкових гармат. Слабким місцем бронювання був верхній кормовий лист, незважаючи на значний нахил, що мав товщину всього 17 мм, але ймовірність його поразки в бою була порівняно невелика.
Для будь-яких гармат 37-мм калібру, зокрема для німецької Pak 35/36 танк був практично невразливий, навіть підкаліберні снаряди могли пробити його броню лише на гранично близьких дистанціях при вдалому збігу обставин. Від каліберних снарядів гармат калібру 47—50 мм бронювання «Валентайна» також забезпечувало захист на більшості дистанцій бою, так само як і від бронебійних снарядів 75-мм протитанкової гармати Pak 97/38 (кумулятивні снаряди цієї гармати забезпечували впевнене вражання англійської танка). Короткоствольна 75-мм танкова гармата KwK 37, що стояла на ранніх модифікаціях PzKpfw IV, могла пробити броню «Валентайна» лише кумулятивним снарядом. Крім кумулятивних, впевнене пробиття броні «Валентайна» забезпечували лише 47 — 50-мм підкаліберні снаряди, але вони були порівняно нечисленні і мали слабку заброньову дію.
Різко змінилася ситуація з появою до 1942 року в значних кількостях PzKpfw IV, озброєних довгоствольною 75-мм гарматою KwK 40 і 75-мм протитанковою гарматою Pak 40. Обидві ці гармати не мали проблем з поразкою «Валентайна» каліберними снарядами на дистанції в 1000—1500 м. Масове поширення цих гармат до 1943 року зробило бронювання «Валентайна» застарілим. Гармати ж важких німецьких танків не мали проблем з пробиттям його броні практично на будь-яких дистанціях бою. Тим не менш, в рядах РСЧА він використовувався до кінця війни, незважаючи на те, що до 1944—1945 років його броня без проблем пробивалася майже всіма танковими та протитанковими гарматами.

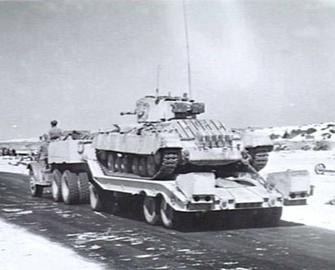
Перевезення на важких трейлерах, подібних цьому, була ефективним засобом швидкої доставки повільного «Валентайна» до району бойових дій

У британській армії «Валентайни» в період активного використання виступали в ролі «основних» танків, оскільки танки його вагової категорії в той час по британській класифікації відносилися до середніх, а єдиним більш важким британським танком у той час були ненадійні «Матильди». Саме це багато в чому визначило його порівняно недовгу активну службу в британських військах. У цій ролі він не міг на рівних протистояти пізнім модифікаціям німецьких PzKpfw IV, що мали куди більший запас розвитку і був витіснений краще озброєними та більш рухливими «Грантами» і «Шерманами», як лише ті стали доступні в достатніх кількостях. У РККА ж «Валентайн» спочатку розглядався як легкий, принаймні за масою. Наприклад, у ешелонованих атаках «Валентайни» йшли спільно з легкими Т-70 та виконували схожі завдання. Використання «Валентайна» в ролі легкого танка для підтримки піхоти давало куди кращі результати, завдяки чому «Валентайн» у підсумку використовувався в бою радянськими військами довше і у великих кількостях, ніж британськими.
«Валентайн» мав достатньо невисоку питому потужність двигуна (8 к. с. на тону) порівняно з більшістю танків свого часу (Наприклад, у PzKpfw III цей показник становив 13—15 к. с. на тонну, залежно від модифікації, у Т-34-76 — 17 к. с. на тону). Наслідком цього була невисока максимальна швидкість (24—32 км/рік, залежно від методики вимірювання). Але для піхотного танка серйозним недоліком це не вважається, оскільки його завдання — безпосередня підтримка піхоти, швидкість руху при якій визначається швидкістю піхотинця і зазвичай, не перевищує в середньому 16—17 км/рік. Середня ж швидкість руху «Валентайна» становила близько 13—17 км/рік, що було цілком достатнім для його призначення. З іншого боку, зберігалася проблема транспортування танка до поля бою, але у Великої Британії вона була успішно вирішена шляхом створення колісних транспортерів на базі автомобілів. При цьому, незважаючи на порівняно слабку рухову установку, «Валентайн» володів хорошою маневреністю, яка багато в чому і дозволила йому залишатися на озброєнні кавалерійських частин РСЧА до кінця війни.

### Аналоги
Прямі аналоги «Валентайна» знайти складно. Піхотними танками в чистому вигляді в той час володіли лише дві країни — Велика Британія та Франція. Серед британських танків «Валентайн» був єдиним легким за масою, але при цьому лише трохи поступався 27-тонній «Матильді» за товщиною броні, перевершуючи її до того ж в рухливості. Французькі ж танки підтримки піхоти, такі як Char D2, були розроблені ще в першій половині 1930-х років, мали застарілу конструкцію та практично за всіма показниками поступалися «Валентайнам». Легкі танки близькі за масою подібні до БТ-7 або PzKpfw 38 (t) порівнювати з «Валентайном» не зовсім коректно — їх завдання суттєво різнилися; тим не менш, можна відзначити, що в бою з «Валентайном» ці танки мали дуже мало шансів на успіх, з причини слабкості озброєння та бронювання.
На 1940-рік, «Валентайн», навіть ранніх модифікацій, озброєних 40-мм гарматою, належав до числа найсильніших танків у світі в своїй ваговій категорії. Порівняними, і навіть переважаючими параметрами володів лише радянський Т-50, але цей танк був випущений дрібною серією. А оснащення «Валентайна» 57-мм або 75-мм гарматою зовсім поставило його у своєму класі поза конкуренцією з бойових параметрах. Оснащений 57-мм гарматою «Валентайн» за бойовими параметрами не поступався навіть більш важкому, що розташований на кордоні між «легко-середніми» та повноцінними середніми танками, PzKpfw III пізніх модифікацій. При більш потужному бронюванні «Валентайн» перевершував німецький танк з вогневої потужності (лише найпізніша модифікація PzKpfw III Ausf.N, з короткоствольною 75-мм гарматою, мала кращу фугасну, але гіршу бронебійну дію снаряда), але значно поступався в рухливості, мав гіршу оглядовість та менший за чисельністю екіпаж (PzKpfw III — 5 осіб), що викликало його функціональну перевантаженість.

## Де можна побачити
До нашого часу збереглося 7 «Валентайнів» і два мостоукладальники Valentine Bridgelayer:
- Росія — «Валентайн» Mk II і мостоукладальник Valentine Bridgelayer в бронетанкового музеї в Кубинці.
- Велика Британія — знаходиться на ходу «Валентайн» Mk III і мостоукладальник Valentine Bridgelayer в танковому музеї в Бовінгтоні.
- Канада:
  - «Валентайн» Mk VI в танковому музеї в Борденом.
  - «Валентайн» Mk VII в танковому музеї в Оттаві. Танк був піднятий з болота на території України 1992 року і переданий Канаді.
- Нова Зеландія — «Валентайн» Mk V і « Валентайн» CS.
- США — «Валентайн» (колишній радянський) в музеї військових машин у Вірджинії.

## «Валентайн» в сувенірній та ігрової індустрії
Масштабні пластикові моделі-копії «Валентайна» у масштабі 1:35 випускаються російськими фірмами «Макет» (модифікації Mk.IV і Mk.XI), «Східний експрес» (модифікація Mk.IV), а також українською фірмою MiniArt. У масштабі 1:72 моделі-копії випускалися італійської фірмою Italeri (модифікація Mk.I). Картонні моделі танка «Валентайн» (модифікації Mk.IV) в масштабі 1:25 також випускається польською фірмою Modelik.
«Валентайн» можна побачити в ряді комп'ютерних ігор, зокрема, в стратегіях реального часу «Бліцкриг», «Sudden Strike» і MMO-екшені «World of Tanks». Варто відзначити, що відображення особливостей використання «Валентайна» в цих іграх далеко від реальності. Найбільш достовірно «Валентайн II» відображений у грі «Друга світова».